# Nationalmuseums utställningar
Det här är en sammanställning av Nationalmuseums utställningar. Den tar med utställningar som arrangerats av Nationalmuseum i Stockholm sedan 1866, då museet öppnade.

## 1866–1914
| År   | Utställningstitel | Utställningsperiod   |
| ---- | --- | -------------------- |
| 1866 | Förteckning öfver utställda konstarbeten vid Kongl. Akademiens för de fria konsternas exposition (å Nationalmuseum) år 1866. |                      |
| 1882 | Förteckning öfver kopparstick, etsningar och formsnitt, utställda i Nationalmuseum, jemte ett kort sammandrag af kopparstickskonstens historia. |                      |
| 1883 | Förteckning öfver i Nationalmuseum utställda gravyrer efter arbeten af Rafael Santini. Till konstnärens 400-årsjubileum. |                      |
| 1883 | Levande danska konstnärers arbeten. |                      |
| 1884 | Katalog öfver utställningen af äldre mästares taflor ur svenska privatsamlingar af Olof Granberg. Utställningen arrangerad av Sander, Upmark, Granberg, Göthe och Looström i Bukowskis konsthandel.                                                                                | 10 maj - 12 juni     |
| 1885 | Albert Edelfelts porträtt av kommerserådinnan S. och C.G. Hellqvists porträtt av amerikanske ministern Thomas. |                      |
| 1886 | Förteckning af i Nationalmuseum utställda målningar och skisser i vattenfärg af svenska konstnärer (utarbetad av Gustaf Upmark med biträde av Erik Folcker; Utställningen omfattade 294 arbeten av Egron Lundgren, 250 av 43 äldre svenska artister samt av 4 levande konstnärer). |                      |
| 1886 | Målningar ställda till förfogande av Föreningen för Stockholms Högskolas lotteri. |                      |
| 1887 | Vägledning i utställningen af äldre guld- och silfverföremål i Nationalmuseum (av L. Looström). Till utställningen utgavs också Silfverutställningen i Nationalmuseum, 42 fotografier af C.F. Lindberg med text av Gustaf Upmark och L. Looström.                                  |                      |
| 1887 | Miniatyrmålningar. |                      |
| 1887 | Porträtt av Jenny Lind. |                      |
| 1887 | Grosshandlare Wilhelm Bendix’ glassamling. |                      |
| 1887 | Nationalmuseums Tafvelsamling. Beskrivande förteckning. |                      |
| 1888 | Julius Kronberg: ”Drottningen av Saba”. |                      |
| 1888 | Orientaliska föremål hemförda vid Vanadis världsomsegling. |                      |
| 1888 | Förteckning öfver F. Beck & Sons bokbinderiutställning. Praktalbum i läderplastik och lädermosaik samt vanliga bokband. | november             |
| 1889 | Den franske målaren Pascal-Adolphe-Jean Dagnan-Bouverets ”Madonnan i löfsalen”. |                      |
| 1889 | Tävlingsritningar till en kyrka i Sundsvall, en bank i Ystad och ett museum i Göteborg. |                      |
| 1889 | Samtliga 14 tävlingsförslag till byggnader för riksdagshus och riksbank på Helgeandsholmen. |                      |
| 1889 | Katalog öfver grafiska utställningen i Nationalmuseum 1889 (av E.G. Folcker) med öfversigt: De grafiska konsterna af G. Upmark. |                      |
| 1890 | Fotografier från H.M. Konungens resa i Italien, Spanien, Portugal och Algeriet. |                      |
| 1890 | Svenska slöjdföreningens prisbelönta täflingsritningar till åtskilliga konstindustriella föremål. |                      |
| 1890 | H.K.H. kronprinsessans porträtt af F. Keller. |                      |
| 1890 | Ett af H.K.H. Kronprinsessan af Danmark textadt manuskript. |                      |
| 1890 | C.J. Hellqvists målningar i vattenfärg. |                      |
| 1890 | A.H. Häggs nyare etsningar. |                      |
| 1891 | Vägledning i den gustavianska utställningen i Stockholm (av L. Looström och G. Upmark; Utställningen arrangerad i förhyrd utställningslokal i atelierbyggnadsbolagets hus vid Kungsträdgården).                                                                                    | 15 februari–15 april |
| 1891 | Förslagsritningar av arkitekt G. Wickman till riksdagshus på Skeppsholmen samt till d:o på Riddarholmen. |                      |
| 1891 | Modell i gips till den nya teaterbyggnaden i Stockholm. Oscar Björcks porträtt av H.M. Konungen, hel stående figur. |                      |
| 1892 | Fotografier tagna af H.K.H. Kronprinsessan under hennes resa i Egypten 1890–1891. |                      |
| 1892 | Ritningar och planscher av äldre svenska arkitekturmotiv från 1500–1600-talen, omfattande omkring ett femtiotal blad, till större delen utförda av yngre arkitekter. |                      |
| 1893 | Ernst Josephsons kopia efter Rembrandts ”Syndikerna”. |                      |
| 1893 | Egron Lundgrens akvareller, 165 nr. |                      |
| 1893 | Den konstnärliga färggravyrens historia från 1500-talet till innevarande tid, 232 nr. |                      |
| 1893 | Rembrandt. Teckningar (43 st), etsningar och graverade efterbildningar av hans målningar. Ett urval av etsningar (70 nr). |                      |
| 1893 | Kaffeservis af drifvet och ciseleradts silfver. Efter ritning af arkitekten Agi Lindegren. Avsedd för verldsutställningen i Chicago. |                      |
| 1893 | En samling av orientaliskt porslin tillhörig grefve fr. Strömfelt |                      |
| 1893 | H.M.K.:s porträtt, målat i olja af E. Österman. |                      |
| 1894 | De för statens räkning å auktion i Köln ur herr Chr. Hammers samlingar inköpta porträtten, hvarvid samtidigt exponerades ett antal vid samma tillfälle af enskilda inköpta målningar.                                                                                              |                      |
| 1894 | 12 märkligare konstslöjdsföremål (Böttiger). |                      |
| 1894 | 100-årsutställning i Endymionsalen med arbeten av Sergel, interiörer från det forna Kgl. Museum samt porträtt av personer, som på ett eller annat sätt varit verksamma för Museiinstitutionens främjande och utveckling.                                                           |                      |
| 1894 | Gustaf II Adolf-utställningen i Nationalmuseum till firande af 300-årsdagen af konungens födelse. Beskrifvande förteckning (Red. Af L. Looström). |                      |
| 1894 | Porträttbyst af kon. Oscar II. Carraramarmor. Utförd av skulptören I. Fallstedt. |                      |
| 1894 | Praktfat af silfver, utfördt å C.G. Hallbergs atelier. Silfverbröllopsgåfva till det danska kronprinsparet af det svenska samt af prinsarna Carl och Eugen. |                      |
| 1895 | Porträtt af H.M. Konungen till häst, oljemålning af G. Arsenius. |                      |
| 1895 | Skrin af drifvet och ciseleradt silfver, öfverlemnat till H.M. Konungen med anledning av högstdensammes officersjubileum. |                      |
| 1895 | En större samling fajansföremål deponerade av F.R. Martin. |                      |
| 1895 | Ritningar till riksdags- och riksbankshus på Riddarholmen och Helgeandsholmen av arkitekterna Boberg, Ringström och Wickman. |                      |
| 1895 | Täflingsritningar till hufvudbyggnad för 1897 års allmänna konst- och industriutställning. |                      |
| 1896 | Urval af blad ur den nyförvärvade Anckarsvärdska samlingen. |                      |
| 1896 | En samling glasmålningar utförda av Svenska glasmåleriaktiebolaget samt Stockholms glasmålerianstalt (Neumann & Vogel). |                      |
| 1896 | Fem av Ingel Fallstedt i marmor utförda byster. |                      |
| 1896 | En samling föremål (42 nr) ur Rörstrands porslinsfabriks nyaste tillverkningar |                      |
| 1896 | En samling (10 nr) moderna konstfajanser med metallustre tillverkade vid H. Kaehlers fabrik i Naestved. |                      |
| 1897 | Förteckning å gåfvor och adresser till D.D. M.M. Konungen och Drottningen med anledning af regeringsjubileet den 18 Sept. 1897, utställda i Nationalmuseum från den 20 okt. s.å. (Red. Af L. Looström och E.G. Folcker).                                                           |                      |
| 1898 | Heliogravyrer efter Velasquez målningar i Pradomuseet. |                      |
| 1898 | Zorns målning ”En skål i Idun”. |                      |
| 1898 | Zorns porträtt av H.M. Konungen. |                      |
| 1898 | 25 pjeser af Gustafbergs fabriks nyaste tillverkning, utförda af Gunnar G:son Wennerberg. |                      |
| 1899 | Ljustryck till G. Upmarks ”Die Renaissance der Architectur in Schweden”. |                      |
| 1899 | Tävlingsförslag till monument öfver Sten Sture d.ä. |                      |
| 1900 | Svenska och utländska graverade porträtt från Gustaf III:s tid (297 nr). |                      |
| 1900 | Skolgossarnas korum. Carl Larssons kartong för freskomålning afsedd för Norra Latinläroverket, Stockholm. |                      |
| 1900 | 92 föremål från Rörstrands Porslinsfabrik, 94 från Gustavsbergs porslinsfabrik och 50 från Kosta glasbruk, avsedda för Världsutställningen 1900 i Paris |                      |
| 1901 | 27 teckningar av italienska ungrenässanskonstnärer samt Rafael. |                      |
| 1901 | 29 st skizzer till fontän å Adolf Fredriks torg. |                      |
| 1901 | Förslag till Ragnar Östberg (i gips och akvarell) till Sergelmonumentet i Stockholm. |                      |
| 1901 | Målningar och teckningar av Albert Edelfeldt. |                      |
| 1902 | Rembrandt, 29 teckningar. |                      |
| 1903 | Porträtt av H.K.H. Kronprinsessan Victoria, af tyske konstnären Otto Propheter. |                      |
| 1904 | Porträtt av storhertigen af Baden, af tyske konstnären Otto Propheter. |                      |
| 1904 | Porträtt af H.M. Konungen af Axel Jungstedt. |                      |
| 1904 | Täflingsskisser för resande af en ryttarstaty i Stockholm öfver konung Carl XV. |                      |
| 1905 | Förteckning öfver i Nationalmuseum utställda grafiska blad av moderna utländska konstnärer (100 nr). |                      |
| 1905 | Rafaelutställningen i Nationalmusei gravyrsal. Kort öfversikt af målarens utveckling (115 nr). |                      |
| 1905 | Adolph von Menzel. Ljustrycksreproduktioner efter hans förnämsta målningar samt originallitografier. Édouard Manet. En samling etsningar skänkt av Anders Zorn. |                      |
| 1906 | Sofiakyrkans altarkärl och broderier. |                      |
| 1906 | KK. HH. Kronprinsens och Kronprinsessans silfverbröllopsgåfvor |                      |
| 1906 | Zorn. 114 etsningar och ett akvarellerat självporträtt. |                      |
| 1906 | Carl Larsson. Grafik. |                      |
| 1906 | Axel Herman Hägg. Grafik. |                      |
| 1907 | Adresser som med anledning av Linnéjubileet ingått till Vetenskapsakademien. |                      |
| 1907 | 30 grafiska blad av svenska konstnärer, insända till en av Föreningen för Grafisk Konst utlyst pristävlan. |                      |
| 1907 | Blad inköpta på Legros–Bjangwyn-Utställningen |                      |
| 1907 | Täflingsskisser till rikets nya mynt. |                      |
| 1907 | Gunnar Hallströms m.fl:s täflingsskisser till dekorativa konstverk i riksdagens båda plenisalar. |                      |
| 1907 | Utställning av Linné-minnen. | maj–juni             |
| 1908 | Roskildeminnet. Huvudsakligen porträtt från Karl X Gustafs tid. |                      |
| 1908 | L.I. Wahlmans prisbelönta ritningar samt modell till Engelbrektskyrkan. |                      |
| 1908 | Täflingsskisser till monumentet öfver Gunnar Wennerberg. |                      |
| 1908 | Porträtt av änkestorhertiginnan af Baden utfört av O. Propheter. |                      |
| 1908 | Porträtt af H.M. Konungen utfört af Berhard Österman. |                      |
| 1908 | Fat och saltkar af silfver och emalj, ryskt arbete. Välkomstgåfva till Konungen af St. Petersburgs stad. |                      |
| 1908 | Två Sèvres-vaser i kolossalformat. Gåfva till Drottningen af franska republiken president. |                      |
| 1908 | Konstföremål skänkta till DD.MM. Konungen och Drottningen under deras besök i London och Paris. |                      |
| 1909 | Nyförvärv till handtecknings- och gravyrsamlingen 1908. |                      |
| 1909 | Akvareller och teckningar av Egron Lundgren (215 nr). |                      |
| 1909 | Teckningar, gravyrer, fotografier och ljustryck efter målningar av A. Roslin, N. Lafrensen d.y. samt P.A. Hall. |                      |
| 1909 | Prisbelönta ritningar till svensk kyrka i Paris. |                      |
| 1909 | Täflingsskizzerna till industrimonumentet. |                      |
| 1909 | Furst Troubbetzkoys byst av Anders Zorn i brons samt Zorns porträtt av Oscar II, drottning Sofia samt Gustaf V. |                      |
| 1910 | Dürer som grafiker, tecknare och målare omfattande 2 teckningar, 224 grafiska blad samt 55 reproduktioner. |                      |
| 1910 | Ritningar till stadshus i Stockholm av Ragnar Östberg. |                      |
| 1910 | Skisser till monumentet i Upsala öfver Gunnar Wennerberg. |                      |
| 1911 | Franska handteckningar (drygt 200 nr). |                      |
| 1911 | Skiss till ”Midvinterblot” av Carl Larsson. |                      |
| 1911 | Skiss i brons till Engelbrekts ryttarstaty af A. Zorn. |                      |
| 1912 | Axel Törnemans skisser till väggmålningar i Riksdagshusets andra kammare |                      |
| 1913 | En samling moderna bokband av engelska bokbindare, tillhöriga H.K.H. Kronprinsessan. |                      |
| 1913 | 17 adresser till Kgl. Lantbruksakademiens 100-årsjubileum |                      |
| 1913 | En samling av gammal italiensk majolika. 47 nr, tillhöriga brukspatronen Gustaf Benedicks. |                      |
| 1913 | En samling arbeten av elfenben, plaketter av J. Cavalier. 669 nr tillhöriga grosshandlare Emil Österlind |                      |
| 1913 | Ett urval föremål ur H. Maj:t Konungens samling av gammalt svenskt silver. |                      |
| 1913 | Grupp i silver. Engelskt vandringspris för Maratonlöpning. Deponerad av Svenska gymnastik- och idrottsföreningarnas riksförbund. |                      |
| 1914 | 90 st. fickur ur friherre Carl Carlsson Bondes samling. |                      |
| 1914 | En samling turkiska dräkter, konsthantverksföremål m.m. från 1700-talet från det Celsingska fidekomisset på Biby. |                      |
| 1914 | Katalog över utställningen av svensk genombrottskonst från 80- och 90-talet samt närmast följande år. Jämte rand[an]teckningar av R[ichard] B[ergh] . | oktober              |

## 1915–1924
| År   | Katalognr | Utställningstitel | Utställningsperiod                   |
| ---- | --------- | --- | ------------------------------------ |
| 1915 | 1         | Minnesutställning över målaren Olof Sager Nelson. | november                             |
| 1916 |           | Tyska och nederländska handteckningar. | 1 januari–22 februari                |
| 1916 |           | Italienska handteckningar. | 8 juni–1 oktober                     |
| 1916 |           | Den Löwenadlerska samlingen, måleri och keramik. | 26 juli–31 december                  |
| 1916 |           | Rembrandts handteckningar och etsningar, Rubens handteckningar.                                                                                          | 5 oktober–25 december                |
| 1916 |           | Valda keramiska föremål ur enskild ägo. | 15 december–                         |
| 1916 |           | Äldre tyska gravyrer. | 31 december–11 mars 1917             |
| 1917 |           | Tyska målningar jämte träskulpturer. | 20 januari–10 augusti                |
| 1917 |           | Målningar och teckningar från Ernst Josephsons sjukdomstid.                                                                                              | 20 januari–5 mars                    |
| 1917 |           | Målningar av Peter Brueghel d.y., Pieter Aertsen och Joakim Bueckelaer.                                                                                  | 20 januari–5 mars                    |
| 1917 | 2         | Fransk konst från 1800-talet. | 19 mars–19 april                     |
| 1917 |           | Moderna fransk grafik. | 19 mars–22 april                     |
| 1917 |           | Franska handteckningar. | 19 mars–12 maj                       |
| 1917 |           | Wegely-porslin ur Ivan Traugotts samling. | 26 mars–26 april                     |
| 1917 |           | Fyra stora Hautelissetapeter med scener ur Don Quixote; les Gobelins Paris                                                                               | –20 april                            |
| 1917 |           | Redinska samlingen av konsthantverk. | 28 april–31 december                 |
| 1917 |           | Reproduktioner av Holbeins handteckningar. | 19 maj–1 oktober                     |
| 1917 |           | Indo-persiska miniatyrer. | 19 maj–                              |
| 1917 |           | Kinesiska och japanska målningar. | 19 maj–                              |
| 1917 |           | Japanska färgträsnitt. | 19 maj–                              |
| 1917 |           | Grafik och teckningar av Sandels, G. Henning, Munch, Bourdelle, Manet, Renoir, Robert Genin, Dülberg.                                                    | 19 maj–                              |
| 1917 |           | Tysk krigsgrafik. | 19 maj–                              |
| 1917 |           | Moderna svenska affischer. | 19 maj–                              |
| 1917 |           | Nederländskt måleri före Rubens. | 23 augusti–1 september               |
| 1917 | 3         | Nyförvärv av italienska, nederländska, engelska, franska och svenska konstverk.                                                                          | 21 september–14 oktober              |
| 1917 |           | Föremål tillhörande ett konsortium av konstvänner. | 26 september–18 november             |
| 1917 |           | Färggravyrer och färgträsnitt. | 1 november–31 december               |
| 1917 |           | Minnesutställning över J.C. Boklund. | 15–31 december                       |
| 1918 | 4         | Engelska, franska, italienska, nederländska, spanska och tyska konsthantverk.                                                                            | 19 mars–21 april                     |
| 1918 | 5         | Etatsrådet Wilhelm Hansens samling av dansk målarkonst.                                                                                                  | april–maj                            |
| 1918 |           | Teckningar av Gustaf Wilhelm Palm och C.J. Fahlcrantz.                                                                                                   | 1 januari–10 februari                |
| 1918 |           | Akvareller och teckningar av C.J. Billmark och J. Chr. Berger.                                                                                           | 2 juni–                              |
| 1918 |           | Pasteller, kolteckningar och akvareller av svenska konstnärer från 1880-talet till våra dagar.                                                           | 15 juli–                             |
| 1918 |           | Reproduktionssamlingar utgivna av Marées Gesellschaft, München.                                                                                          | 15 augusti–                          |
| 1918 | 6         | Handteckningar av äldre danska målare. | 15 oktober–november                  |
| 1919 |           | Nyförvärv 1918, gravyrsalen. | 11 januari–12 juli                   |
| 1919 |           | Oljemålningar av Corot. (Anordnad av föreningen Fransk Konst)                                                                                            | 26 februari–23 mars                  |
| 1919 | 7         | Italienska renässansmålningar. (Anordnad av professor Sirén)                                                                                             | 27 mars–21 april                     |
| 1919 |           | St. Göransfiguren. (Anordnad av professor Roosval) | 5–23 april                           |
| 1919 | 8         | Modern svensk bokkonst. | 8 maj–30 juni                        |
| 1919 | 9         | Minnesutställning av Richard Berghs efterlämnande arbeten.                                                                                               | 13 maj–30 juni                       |
| 1919 | 10        | Svensk genombrottskonst från sekelslutet. Kulturmässan i Skara.                                                                                          | 28 maj–16 juni                       |
| 1919 |           | Flamländska och holländska handteckningar. | 13 juli–31 december                  |
| 1919 |           | Guldsmedsarbeten och miniatyrer ur samling K.W. Bachstitz, Haag.                                                                                         | 3–20 november                        |
| 1919 |           | Bankir och fru John Håkanssons testamentariska gåva. | 10–31 december                       |
| 1920 |           | Oljemålningar av Degas. | 23 januari–13 februari               |
| 1920 | 11        | Handteckningar och akvareller av svenska mästare från 1800-talets första hälft.                                                                          | 20 mars–4 september                  |
| 1920 |           | Skisser till gravvårdstyper. | 23 mars–11 april                     |
| 1920 |           | Nyförvärv till konsthantverksavdelningen. | 21 april–4 maj                       |
| 1920 |           | Oljemålningar av Kilian Zoll. | 7 maj–31 december                    |
| 1920 | 12        | Fransk 1700-talskonst ur Nationalmusei samlingar. Kulturmässan i Östersund.                                                                              | 9–29 juli                            |
| 1920 |           | Holländska handteckningar. | 12 september–31 december             |
| 1920 |           | Fröken Ester Lindahls donation. | 4–31 december                        |
| 1920 |           | Bronsfigurer av Gerhard Henning. | 10–31 december                       |
| 1921 | 13        | Porträttminiatyrer ur konsul Hjalmar Wicanders samling.                                                                                                  | 1 februari–1 juli                    |
| 1921 |           | Kinesiska föremål, gåva av konsortium och C.E. Gadelius.                                                                                                 | 15 februari–31 december              |
| 1921 |           | Sex Meissenfigurer tillhöriga familjen Reuterskiöld. | 23 februari–1 april                  |
| 1921 |           | Reproduktioner från Marées Gesellschaft. | 12 mars–1 juni                       |
| 1921 |           | Målningar av Renoir. | 30 april–1 juni                      |
| 1921 |           | Gåvor från Nationalmusei Vänner under 10 år. | 20 maj–1 juni                        |
| 1921 | 14A       | Målningar av Alexander Roslin och Gustaf Rydberg. Kulturmässan i Malmö.                                                                                  | 7–12 juni                            |
| 1921 |           | Gouacher, miniatyrer och kopparstick av N. Lafrensen d.y.                                                                                                | 16 juni–1 september                  |
| 1921 |           | Grafiska blad av Herman Hägg. | 2 september–1 oktober                |
| 1921 |           | Rembrandt: Falkenerare. | 10 september–19 oktober              |
| 1921 |           | Svensk 1700-talskonst i Charlottenborg, Köpenhamn. Anordnad av Kunstföreningen i Köpenhamn.                                                              | 27 september–27 oktober              |
| 1921 |           | Franska handteckningar från 1600- och 1700-talen. | 10–31 december                       |
| 1921 | 14B       | Nationalmusei första vandringsutställning. Svensk konst från mitten av 1800-talet.                                                                       |                                      |
| 1922 |           | Arbeten av Édouard Manet. | 8–25 mars                            |
| 1922 |           | Franska 1600- och 1700-talsgravyrer. | 30 april–1 juni                      |
| 1922 | Onr.      | Kopparstick av Albrecht Dürer från Statens Museum for Kunst, Köpenhamn.                                                                                  | 26 september–19 november             |
| 1922 |           | Träsnitt av Albrecht Dürer. | 26 september–1 november              |
| 1922 |           | Akvareller av Elias Martin. | 11 november–31 december              |
| 1922 | 15A       | Carl Gustaf Tessins franska handteckningar från 18:e århundradet tillhöriga Nationalmuseum i Stockholm. Utställda i Statens Museum for Kunst, Köpenhamn. |                                      |
| 1923 |           | En av föreningen Fransk Konst anordnad utställning av arbeten av Courbet, Daumier och Guys.                                                              | 14 februari–14 mars                  |
| 1923 |           | Minnesutställning av arbeten av Karl Nordström. | 14 februari–6 december               |
| 1923 |           | Utställning av litografier av Daumier samt reproduktioner efter grafiska arbeten av Daumier och Guys.                                                    | 10 februari–15 mars                  |
| 1923 |           | Skisser och teckningar av J. Ph. Lemke. | 14 mars–14 april                     |
| 1923 |           | Handteckningar och gravyrer av Elias och J.F. Martin. | 15 april–15 november                 |
| 1923 |           | Porträtt av svenska och utländska mästares teckningar från omkring år 1500 till nuvarande tid.                                                           | 15 september–15 november             |
| 1923 |           | Minnesutställning av teckningar i kol och krita av Karl Nordström.                                                                                       | 1 september–6 december               |
| 1923 | 15B       | Nationalmusei andra vandringsutställning. Svensk konst från 1700-talet.                                                                                  |                                      |
| 1924 |           | Museets förvärv på Göteborgsutställningen. | 1 februari–30 april                  |
| 1924 |           | Målningar tillhörande ingenjör Herman Rasch. | 20 maj–10 juli                       |
| 1924 |           | Figur- och kompositionsteckningar av italienska mästare från 1400–1500-talen.                                                                            | 20 maj–12 september                  |
| 1924 |           | Kopparstick av Marc Antonio Raimondi och hans skola. | 20 maj–12 september                  |
| 1924 |           | Engelska typografiska affischer. | 15 november–1 december               |
| 1924 |           | Till förmån för "Pressens rundtur". Utställning av Riksregalierna.                                                                                       | 28–29 maj                            |
| 1924 |           | Utställning av framlidne hovtandläkare Emil Christensons konstsamling.                                                                                   | 13 september–12 oktober              |
| 1924 |           | Utställning av arbeten av Henri Matisse, anordnad av Föreningen                                                                                          | 24 oktober–16 november Fransk Konst. |
| 1924 |           | Arbeten av den danske målaren L.A. Ring. \| 24 november–1 december                                                                                       |                                      |
| 1924 |           | Figur och kompositionsteckningar av nederländska, tyska, holländska och flamska mästare från 1400–1700-talen.                                            | 31 oktober–30 december               |
| 1924 |           | Konstutställning, Herrhagsskolan, Karlstad. |                                      |

## 1925–1934
| År   | Katalognr | Utställningstitel | Utställningsperiod               |
| ---- | --------- | --- | -------------------------------- |
| 1925 | 16        | Sveriges fjärde kulturmässa i Västerås. |                                  |
| 1925 | 17        | Nationalmusei tredje vandringsutställning. Svensk konst från tiden 1880–1900. |                                  |
| 1925 | 18        | Fynd och bilder från Asine. En av den Svenska Asinekommittén anordnad utställning av fynd och bilder från de svenska grävningarna vid Asine samat fotografier från Grekland tagna av H.K.H Kronprinsen m.fl.    | 17 februari–15 mars              |
| 1925 | 19        | Stockholmarnas bröllopsgåva till Kronprinsparet. | 20 mars–12 april                 |
| 1925 |           | Christina Nilssons testamentariska gåva, teckningar och skisser av Prins Eugen, en samling ramar inköpta i Spanien.                                                                                             | 17 januari–17 februari           |
| 1925 |           | Utställning av nyförvärv under år 1924, gravyravdelningen. | 17 januari–17 mars               |
| 1925 |           | Tävlingsskisser för ett Gustav Wasamonument i Kalmar | 25 april–10 maj                  |
| 1925 |           | Glasfönster till Nikolaikyrkan i Nyköping, målat av Einar Forseth. | 26–28 april                      |
| 1925 | 20        | Modern tjeckoslovakisk grafik och bokkonst. | 15 maj–25 juli                   |
| 1925 |           | Modern engelsk och amerikansk grafik tillhörande museet, Th. Laurin och A. Widstrand. \| 20 maj–20 september |                                  |
| 1925 |           | Engelsk 1700-talsgrafik. | 26 juli–1 oktober                |
| 1925 |           | Nyförvärv inom avdelningen för skulptur och måleri. | 8 september–25 oktober           |
| 1925 |           | Nyförvärv inom avdelningen för konsthantverk. | 31 oktober–11 november           |
| 1925 |           | Ungersk grafik. | 12 oktober–12 november           |
| 1925 |           | Teckningar av Watteau och reproduktioner efter teckningar av Watteau och Degas. | 12 november–31 december          |
| 1925 |           | Gravyrer efter Watteau. | 12 november–31 december          |
| 1926 | 21        | Modern amerikansk grafik. | 10.4.26–30.4.26                  |
| 1926 | 22        | Femte svenska kulturmässan i Kalmar. |                                  |
| 1926 |           | Edvard Björkmans donation. | 2 mars–30 april                  |
| 1926 |           | Gauguins arbeten. | 23 april–9 maj                   |
| 1926 |           | George Paulis teckningar och skisser (vilka skänkts till museet på konstnärens 70-årsdag av vänner till hans konst).                                                                                            | 8 maj–6 juni                     |
| 1926 |           | Nyförvärv av modern konst. | 1 juni–31 juli                   |
| 1926 |           | Nyförvärv till avdelningen för teckning och grafik samt inköp till konsthantverksavdelningen på utställningen av dekorativ konst i Paris 1925.                                                                  | 17 juni–31 augusti               |
| 1926 |           | Dansk grafik och danska handteckningar. | 15 september–15 oktober          |
| 1926 | 23        | Arbeten av Augustin och Carl August Ehrensvärd. | 10–31 december                   |
| 1926 |           | Grosshandlare Ivan Traugotts donation av europeiska och persiska fajanser. |                                  |
| 1927 |           | Ehrensvärdsutställning omfattande handteckningar, oljemålningar och alster av konsthantverk av Augustin och Carl August Ehrensvärd.                                                                             | 1–30 januari                     |
| 1927 |           | Gravyrer efter Boucher. | 15 februari–30 maj               |
| 1927 |           | H. Maj:t Konungens silversamling. | 15 mars–20 april                 |
| 1927 |           | Samling av konstföremål tillhörig okänd samlare. | 15–20 mars                       |
| 1927 |           | Nyförvärv av italiensk konst kompletterad med verk i privat ägo. | 15 mars–31 december              |
| 1927 |           | Litografier och etsningar av den norske konstnären Henrik Lund. | 26 mars–10 april                 |
| 1927 |           | Litografier av J.E. Cardon. | 14 april–10 maj                  |
| 1927 |           | Modern fransk keramik och glaskonst. (Anordnad av Föreningen Fransk konst) | 11–26 maj                        |
| 1927 |           | Gravyrer efter Chardin och Greuze. | 1 juni–31 augusti                |
| 1927 |           | Gåvor överlämnade till kronprinsparet under en resa genom Japan. | 3 juni–11 september              |
| 1927 |           | Handteckningar av 1600-talsmästare. | 20 juni–1 november               |
| 1927 |           | Gravyrer efter Rubens. | 10 september–25 oktober          |
| 1927 | 24        | Nationalmusei fjärde vandringsutställning. Svenska akvareller och lavyrer från tiden 1700–1925. |                                  |
| 1927 | 25        | Minnesutställning över Per Krafft d.y. | 23 september–26 oktober          |
| 1927 |           | Egyptiska, grekiska och romerska fornsaker deponerade av fru Emma Zorn. | 26 september 1927–1 augusti 1928 |
| 1927 |           | Modeller till silverarbeten utförda av W. Gahn. | 13 oktober–6 november            |
| 1927 |           | Gravyrer efter Poussin. | 1 november 1927–28 februari 1928 |
| 1927 |           | Material från den Kongelige Danske Porcelainsfabrik. | 3–31 december                    |
| 1928 |           | Ryska ikoner ur olika samlingar. | 27 januari–12 februari           |
| 1928 |           | Handtecknings- och gravyravdelningens nyförvärv 1926–1927. | 3 mars–15 april                  |
| 1928 | 26        | Äldre kinesiskt konsthantverk ur svenska samlingar. | 20 april–3 juni                  |
| 1928 |           | Planscher ur H. Rivière: La ceramique de l’Extrème Orient. | 20 april–3 juni                  |
| 1928 |           | Arkitekturritningar av Nicodemus Tessin d.ä. & d.y. | 27 april–6 maj                   |
| 1928 | 27        | Nationalmusei femte vandringsutställning. Grafisk konst och svensk skulptur från 80-talet till våra dagar. |                                  |
| 1928 | 28        | Svenskt måleri 1880–1900. |                                  |
| 1928 |           | Gustaf Wilhelm Palm: akvareller och handteckningar. | 15 juni–18 november              |
| 1928 | 29        | Gåvor och adresser i anledning av Gustav V:s 70-årsjubileum. | 27 juni–12 juli                  |
| 1928 | 30        | Utställning av modern svensk bokkonst i Kunstindustrimuseet i Oslo. |                                  |
| 1928 | 30a       | Franskt måleri från David till Courbet. | 12 maj–17 juni                   |
| 1928 |           | En samling danska målningar överlämnade till Nationalmuseum. | 12 maj–17 juni                   |
| 1928 |           | Albrecht Dürers grafik. |                                  |
| 1928 |           | Spansk konst i svensk enskild ägo. | 14–30 september                  |
| 1928 |           | Deutscher Werkbunds utställning ”Neues Bauen”. | 5–28 oktober                     |
| 1929 | 32        | Edvard Munch. Utställningen av grafiska arbeten, akvareller och handteckningar. | 2 februari–10 mars               |
| 1929 | 33        | Nutida tysk grafik. | 22 mars–1 juli                   |
| 1929 |           | Modernt svenskt tenn. | 22 mars–7 april                  |
| 1929 |           | Norsk sølv 1929. (Modernt norskt silver). | 2–29 maj                         |
| 1929 |           | Nyförvärv under år 1928 (teckning och grafik). | 30 maj–15 juli                   |
| 1929 |           | Reproduktioner efter akvareller och teckningar av van Gogh och Seurat. | 12 juli–6 augusti                |
| 1929 |           | Svenska etsningar från 1870 till våra dagar. | 8 augusti–1 oktober              |
| 1929 |           | Museets textilsamling. | 24 sept 1929–31 jan 1930         |
| 1929 |           | Minnesutställning över konstnären Gustaf Isander. | 5 nov 1929–31 jan 1930           |
| 1930 |           | Reproduktioner efter målning och teckningar av moderna mästare. | 1–31 januari                     |
| 1930 |           | Ett urval av museets handteckningar av äldre mästare. | 1–31 januari                     |
| 1930 |           | Konsthantverksföremål donerade av Kristina Nilsson. | 5 februari–30 april              |
| 1930 |           | Föremål belysande förfalskningstekniken inom konstindustrin. | 10–25 maj                        |
| 1930 | 34        | Nationalmusei sjätte vandringsutställning. Carl Wilhelmson. Minnes-utställning. |                                  |
| 1930 | 35        | Ur den Kungliga Skattkammaren och andra samlingar. | 2 juli–31 december               |
| 1930 | 36        | Nyförvärvade kinesiska målningar och skulpturer i Nationalmuseum. | 19 augusti–31 december           |
| 1930 |           | Yngre svensk målarkonst. Riksförbundets för bildande konst vandringsutställning nr 1. | 15–28 september                  |
| 1930 |           | Franska målningar, gåvor och inköp av konstnären Georg Pauli. | 27 november–31 december          |
| 1930 |           | Handtecknings- och gravyrsamlingens nyförvärv 1929 1930. | 4–31 december                    |
| 1931 |           | Fransk genombrottskonst från 1900-talet anordnad av Föreningen fransk konst. | 25 februari–15 mars              |
| 1931 |           | Käthe Kollwitz grafiska arbeten. | 4 mars–7 april                   |
| 1931 |           | 1930 års nyförvärv, måleriavdelningen. | 20 mars–30 april                 |
| 1931 |           | Bouchers och Poussins handteckningar i original och reproduktion. | 9 april–1 maj                    |
| 1931 |           | Handteckningar och grafiska arbeten av Erik Werenskiold. | 5–19 maj                         |
| 1931 |           | Provtryck och unika blad av Etsarförbundets konstnärer. | 2 maj–16 oktober                 |
| 1931 |           | Akvareller och teckningar av Gösta Sandels. | 20 oktober–20 november           |
| 1931 |           | Barnteckningar. | 24 november–31 december          |
| 1932 | 37        | Nationalmusei nionde vandringsutställning. Målarkonst väsentligen från 1875–1900. |                                  |
| 1932 |           | Konstföremål och historiska personminnen från 1500-talet till 1800-talets början ur den Kungl. Skattkammaren och andra samlingar förvarade i Statens Historiska Museum (utställningen öppnade den 2 juli 1930). | 1 januari–15 november            |
| 1932 |           | 1931 års nyförvärv av teckning och grafik. | 16 januari–22 april              |
| 1932 |           | Fransk moderne bokkunst. | 3–18 maj                         |
| 1932 |           | Färgteckningar av C.F. Hill. | 21 maj–3 augusti                 |
| 1932 |           | Zornetsningar. | 31 juli–26 september             |
| 1932 | 38        | Paris 1932. 10 nationer 24 konstnärer. Postkubistisk och surrealistisk konst samt gravyrer av Odilon Redon, C.F. Hill och Ernst Josephson.                                                                      | 14 oktober–20 november           |
| 1932 | 38a       | Utställning av fransk modern bokkonst. | 3–18 maj                         |
| 1932 |           | Moderna konstverk inköpta av Riksförbundet för bildande konst. | 30 november–31 december          |
| 1933 |           | Italienska handteckningar. | 14–22 januari                    |
| 1933 | 39        | Svensk stil och standard. Utställning av modern svensk konstindustri, anordnad av Sveriges Nationalmuseum i Kunstindustrimuseet i Oslo.                                                                         |                                  |
| 1933 | 40        | Nationalmusei sjunde vandringsutställning. Väsentligen nederländsk målarkonst från 1600-talet. |                                  |
| 1933 |           | Nyförvärv till avdelningen för konsthantverk samt till avdelningen för handteckningar och gravyrer. | 24 januari–8 mars                |
| 1933 |           | Etatsraadet Wilhelm Hansens gåva i anledning av H.K.H. Kronprinsens 50-årsdag. | 24 januari–8 februari            |
| 1933 |           | Polsk grafik. | 28 mars–2 juli                   |
| 1933 |           | ”Riksbröllopsgåvan” till Prins Gustaf Adolf och prinsessan Sibylla. | 6–21 maj                         |
| 1933 |           | Riksregalierna. | 16–18 juni                       |
| 1933 |           | Färggravyrer. | 11 juli–28 augusti               |
| 1933 | 41        | Nationalmusei åttonde vandringsutställning. Målarkonst väsentligen från tiden 1700–1850. |                                  |
| 1933 | 42        | Catalogue of an exhibition of Chinese and Japanese sculptures and paintings in the National Museum in Stockholm.                                                                                                | 2 september–23 november          |
| 1933 | 43        | A l’occasion du XIIIe Congrès International d’Histoire de l’Art. Exposition d’un choix de dessins du quinzième au dixhuitième siècle.                                                                           |                                  |
| 1933 | 44        | Ryska ikoner. Olof Aschbergs till Nationalmuseum överlämnade samling. |                                  |
| 1933 | 45        | Icones russes. Collection Olof Aschberg. |                                  |
| 1933 |           | Arbeten av Sergel ur enskilda samlingar. | 2–15 september                   |
| 1933 |           | Målningar och svenskt 1700-talssilver ur enskilda samlingar. | 2–10 september                   |
| 1933 |           | Ett urval av museets förnämligaste handteckningar. | 2 september–30 november          |
| 1933 |           | Danskt stengods från Saxbo. | 19–29 oktober                    |
| 1933 |           | Glas från Kosta glasbruk 1742–1933. | 2–17 december                    |
| 1933 |           | Minnesutställning över Alfred Nobel. | 11–15 december                   |
| 1934 |           | Nyförvärv till handtecknings- och gravyrsamlingen samt till miniatyrsamlingen. Samtidigt utställdes även museets nytryck.                                                                                       | 19 januari–8 februari            |
| 1934 | 46        | Svensk bokkonst 1933, 25 utvalda böcker. | 1–14 februari                    |
| 1934 | 47        | Målningar av J.F. Willumsen. | 15–27 februari                   |
| 1934 | 48        | Svenskt silver 1680–1800. | 17 februari–20 mars              |
| 1934 |           | Skulpturer, akvareller och teckningar av Emile-Antoine Bourdelle. | 28 mars–29 april                 |
| 1934 |           | Färglitografier, teckningar och litografier av Toulouse-Lautrec. | 12 april–8 maj                   |
| 1934 |           | Norsk bokkunst boktrykk bokbind 1934. | 3–27 maj                         |
| 1934 |           | Thorsten Laurins gåva. | 16 maj–12 juni                   |
| 1934 |           | Ett urval av museets förnämligaste handteckningar. | 12 juni–21 oktober               |
| 1934 |           | Modern italiensk grafik. | 26 juli–25 augusti               |
| 1934 |           | Grafik från Sovjetunionen. | 23 oktober–1 december            |
| 1934 | 49        | Modern svensk konst. | 10–23 oktober                    |
| 1934 |           | Svenska kistebrev. | 4–31 december                    |

## 1935–1944
| År   | Katalognr | Utställningstitel | Utställningsperiod       |
| ---- | --------- | --- | ------------------------ |
| 1935 |           | Ur Thorsten Laurins gåva II. Grafik. | 2–23 januari             |
| 1935 |           | Nyförvärv, teckningar och grafik. | 30 januari–24 februari   |
| 1935 | 50        | ”Vävt och drejat”, textilier och keramik av de finländska konstnärerna Maija Kansanen, Marianne Strengell och Kurt Ekholm samt skulptur av Wäinö Aaltonen). | 30 januari–24 februari   |
| 1935 |           | Akvareller och studier i olja av G.W. Palm. | 9 mars–4 april           |
| 1935 | 51        | Svensk bokkonst 1934. 25 utvalda böcker jämte motsvarande urval av dansk och norskbokkonst.                                                                 | 15–31 mars               |
| 1935 |           | Studier, teckningar och etsningar från skilda länder av Ferdinand Boberg.                                                                                   | 10 april–29 maj          |
| 1935 |           | Riksdagshistoriska utställningen. | 25 maj–30 september      |
| 1935 | 52        | Svensk konst under senaste halvseklet (Liljevalchs konsthall)                                                                                               | 3 juni–6 oktober         |
| 1935 | 53        | Akvareller och handteckningar ur fyra privatsamlingar, Ragnar Aschberg, Karl Asplund, Herman Gotthardt, L. Gösta Olsson.                                    | 26 juni–10 september     |
| 1935 |           | Svensk reklam i svenskt tryck. | 14–29 september          |
| 1935 |           | Ett urval av bröllopsgåvorna till H.K.H. Kronprinsessan Ingrid.                                                                                             | 1–10 november            |
| 1935 |           | Grafiska mästerverk från fyra århundraden (1400–1800). | 1 nov 1935–19 jan 1936   |
| 1936 |           | Handtecknings- och gravyrsamlingarnas nyförvärv 1935. | 28 januari–8 mars        |
| 1936 |           | Delar (grafik, skulptur, måleri och konsthantverk) av Föreningen Nationalmusei vänners gåvor till museet (med anledning av föreningens 25-årsjubileum).     | 14–26 mars               |
| 1936 |           | Politiska karikatyrer från Napoleonstiden och restaurationen.                                                                                               | 3 april–19 maj           |
| 1936 | 54        | Kinesiska målningar och teckningar i Nationalmuseum (Chinese paitings in the National Museum).                                                              | 6 april–7 september      |
| 1936 | 55        | Svensk bokkonst 1935 jämte motsvarande urval av dansk och norsk bokkonst.                                                                                   | 25 april–14 maj          |
| 1936 |           | Handteckningar av Erik Werenskiold. | 22 maj–18 juni           |
| 1936 | 56        | Axel Fridell 1894–1935. Minnesutställning. | 25 september–19 november |
| 1936 | Onr.      | Nutida svensk medaljkonst. Nationalmusei 11:e vandringsutställning.                                                                                         | 19 oktober–30 november   |
| 1936 |           | Ottilia Adelborg. Minnesutställning. | 21 november–20 december  |
| 1936 |           | Ikoner skänkta av bankir Olof Aschberg 1933. | 26 december–             |
| 1937 |           | De av bankir Aschberg 1933 skänkta ryska ikonerna. | 1–18 januari             |
| 1937 | 57        | Svensk bokkonst 1936. | 26 januari–8 februari    |
| 1937 | Onr.      | Nyttokonst 1937. Arrangörer: Konsthantverkarnas gille. | 13 februari–15 mars      |
| 1937 |           | Modern amerikansk keramik, bokkonst och grafik. | 24 mars–15 april         |
| 1937 |           | Kinesiska målningar. | 20 april–30 augusti      |
| 1937 |           | Interiörakvareller från svenska slott och herrgårdar av Ferdinand Boberg.                                                                                   | 7–19 september           |
| 1937 |           | Textilier ur museets förråd. | 30 september–30 oktober  |
| 1937 | 58        | Föreningen för grafisk konst 1887–1937. Jubileumsutställning.                                                                                               | 9 november–15 december   |
| 1937 |           | Svenska affischer. | 13 januari–17 mars       |
| 1937 |           | Nyförvärv, teckningar och grafik 1936. | 28 april–8 juli          |
| 1937 |           | Äldre utländska och svenska handteckningar. | 13 juli–5 september      |
| 1937 |           | Teckningar av Honoré Daumier. | 7 september–25 oktober   |
| 1937 |           | Nyförvärv 1937 till avdelningen för ostasiatisk konst. | 9–31 december            |
| 1938 |           | De av bankir Aschberg 1933 skänkta ryska ikonerna. | 1–24 januari             |
| 1938 |           | Konsthantverk, museets nyförvär 1935–1937. | 4 februari–13 mars       |
| 1938 | 59        | Nutida fransk grafik. | 18 mars–3 april          |
| 1938 |           | Kinesiska målningar. | 26 april–11 november     |
| 1938 | 60        | Japanska och kinesiska träsnitt ur museets och enskilda samlingar.                                                                                          | 5 januari–1 februari     |
| 1938 | 61        | Nationalmusei 12:e vandringsutställning. Handledning i konsten att se på konst.                                                                             |                          |
| 1938 | 62        | Otto Hesselbom. Minnesutställning. | 31 oktober–20 november   |
| 1938 | 63        | Hugo Steiner Prag. Teckningar, grafisk bokkonst, nyttografik, scenbilder.                                                                                   | 24 november–18 december  |
| 1938 |           | Nyförvärv, teckningar och grafik 1937. |                          |
| 1938 |           | ”Unga tecknare” (i anslutning till tävlingen om resestipendiet ur "Maria Leander-Engströms minne").                                                         | 27 april–2 juni          |
| 1938 |           | Ett urval av museets handteckningar (enl. NM utst.kat. nr 43).                                                                                              | 9 juni–25 september      |
| 1938 |           | Femtio böcker publicerade 1937 i Storbritannien. | 30 september–20 november |
| 1938 |           | Nederländska mästarteckningar ur museets samlingar. | 24 november–31 december  |
| 1938 |           | Kung Gustafs folk. Porträttutställning (Alvikshallen). |                          |
| 1938 |           | Barnteckningar. ”Livet vår skola”. |                          |
| 1939 |           | Ryska ikoner. | 2 januari–1 februari     |
| 1939 | 64        | Anders Zorn. Akvareller och teckningar från Zorns samlingar i Mora.                                                                                         | 7 februari–26 mars       |
| 1939 |           | Svensk bokkonst 1937–1938 | 28 mars–23 april         |
| 1939 | Onr.      | Chinese paintings/ Kinesiska målningar. | 4 maj–16 november        |
| 1939 |           | Moderna finska ryor och bildvävnader. | 22 november–10 december  |
| 1939 |           | Nyförvärv, teckningar och grafik 1938. | 28 mars–23 april         |
| 1939 |           | Unga tecknare. | 28 april–5 juni          |
| 1939 |           | Ett urval av museets handteckningar (enl. utställningskat. 43).                                                                                             | 11 juni–31 augusti       |
| 1939 |           | Orientaliska miniatyrer. | 10 oktober–10 december   |
| 1939 |           | Målningar av Richard Bergh vid 20-årsminnet av hans bortgång.                                                                                               | 30 januari–28 februari   |
| 1939 |           | Minnesutställning över Ivan Aguéli. Johan Gustaf Agelii med konstnärsnamnet Ivan Aguéli.                                                                    | 20 maj–18 juni           |
| 1939 |           | Barnteckningar. ”Livet i vår hembygd”. |                          |
| 1940 |           | Nyförvärv, teckningar och grafik 1939. | 13 januari–10 februari   |
| 1940 |           | Minnesutställning över Carl O. Petersen. Träsnitt, bilderböcker, Simplicissimusteckningar.                                                                  | 15 februari–3 mars       |
| 1940 | 67        | Brittisk grafisk konst. | 8 mars–7 april           |
| 1940 |           | Urval av Ferdinand Bobergs teckningar och grafik. | 11–28 april              |
| 1940 |           | Unga tecknare 1940. | 10 maj–25 juli           |
| 1940 |           | Urval av Prins Eugens teckningar och akvareller. | 1 augusti–1 september    |
| 1940 |           | Johan Tobias Sergels teckningar. | 6 september–3 november   |
| 1940 |           | Faksimilreproduktioner av teckningar från romantikens dagar.                                                                                                | 16 november–29 december  |
| 1940 |           | ”Konsten att se på konst” (61). Nationalmusei 12:e vandringsutst.                                                                                           | 3 februari–31 mars       |
| 1940 | 68        | Svensk bokkonst 1939. | 20 mars–7 maj            |
| 1940 | 69        | Vårutställningen i Nationalmuseum. Konst och konsthantverk.                                                                                                 | 13 april–2 juni          |
| 1940 | 70        | Finska konstnärers utställning till förmån för Finland. | 15 juni–2 augusti        |
| 1940 |           | Oljeskisser av Ida Schulzenheim. | 22 november–31 december  |
| 1940 |           | Elevarbeten från Skolan för Bok- och Reklamkonst i Stockholm.                                                                                               | 10–26 maj                |
| 1940 |           | Egyptiska textilier från tiden 1000 f.Kr.–1600 e.Kr. | 29 maj–22 oktober        |
| 1940 | 71        | Hjalmar Wicanders gåva till Nationalmuseum. Målningar och konsthantverk.                                                                                    | 28 oktober–15 december   |
| 1940 |           | Kinesiska bronsföremål. | 1 februari–15 mars       |
| 1940 |           | Avklappningar av stenreliefer från Han-perioden. | 1 november–15 december   |
| 1940 |           | Barnteckningar. ”Min fritid”. |                          |
| 1941 | 72        | Tyska böcker och modern tysk grafik. | 15 januari–3 februari    |
| 1941 | Onr.      | Das Deutsche Buch. Dichtung, Kunst, Wissenschaft. |                          |
| 1941 | 73        | Wäino Aaltonen. (Förteckning över) Skulpturer. | 14 februari–9 mars       |
| 1941 | Onr.      | Framtidens Folkets Hus, inredning, utsmyckning. | 21 februari–9 mars       |
| 1941 | 74        | Skisser och studier i olja ur Nationalmusei samlingar. | 6 mars–23 april          |
| 1941 | Onr.      | Ny finsk konstindustri. | 21 mars–20 april         |
| 1941 | Onr.      | Utställningen av arbeten från skolan för bok- och reklamkonst i Stockholm.                                                                                  |                          |
| 1941 | 75        | Svensk bokkonst 1940, 25 utvalda böcker. | 26 april–22 maj          |
| 1941 |           | Unga tecknare. | 6 maj–29 juni            |
| 1941 |           | Frankrike genom konstnärsögon. | 9 maj–8 juni             |
| 1941 |           | Barnteckningar. ”Mitt roligaste skolminne”. | 29 maj–25 oktober        |
| 1941 |           | Minnesutställning över Märta Måås-Fjetterström. | 27 juni–17 augusti       |
| 1941 |           | Nyförvärv, teckningar och grafik 1940. | 8 juni–1 oktober         |
| 1941 | 76        | Ellen och John Josephsons donation. | 30 oktober–30 november   |
| 1941 |           | Falsk och äkta konst. | 21 november–19 december  |
| 1941 | 77        | Albert Engström. Minnesutställning. | 22 nov 1941–8 feb 1942   |
| 1942 |           | Ossian Elgströms målningssviter Eddan och Ragnarök. | 7 mars–6 april           |
| 1942 | 78        | Spetsar, gamla och nya, utländska och svenska. | 10 mars–8 april          |
| 1942 | 79        | Arkitekturritningar, planer och teckningar ur Carl Johan Cronstedts Fullerösamling                                                                          | 21 mars–19 april         |
| 1942 | 80        | Finlands konst till förmån för Norges konstnärer. | 26 mars–12 april         |
| 1942 | Onr.      | Kinesiska målningar ur museets samlingar. | 14 april–14 juni         |
| 1942 | 81        | Svensk Bokkonst 1941, 25 utvalda böcker. | 25 april–26 maj          |
| 1942 | 82        | Orrefors. 1917–1942. 25 års verksamhet. | 24 april–7 juni          |
| 1942 | Onr.      | Unga tecknare (utg. Konstvärlden). 5:e utst. | 29 april–2 augusti       |
| 1942 | Onr.      | Spansk konst ur offentliga och enskilda samlingar i Sverige.                                                                                                | 21 maj–10 juni           |
| 1942 |           | Barnteckningar. ”Vad skall jag bli när jag blir stor”. | 29 maj–20 september      |
| 1942 | 83        | Jacob Ängmans silver. En minnesutställning. | 19 juni–25 augusti       |
| 1942 |           | Jubileumsutställning över Nationalmusei 150-åriga tillvaro.                                                                                                 | 30 juni–10 september     |
| 1942 |           | Nyförvärv, teckningar och grafik 1941. | 14 augusti–13 september  |
| 1942 | Onr.      | Dansk Kunsthaandvaerk. Danskt konsthantverk och danska handteckningar.                                                                                      | 10 oktober–15 november   |
| 1942 | 84        | Svenskt måleri från realism till expressionism (Rogeborgen, Strängnäs).                                                                                     |                          |
| 1942 | 85        | Minnesutställning över Amanda Sidwall 1844–1932. | 27 oktober–19 november   |
| 1942 |           | Insignierna för biskopen i Stockholms stift. | 21–27 november           |
| 1942 |           | Svenska turistföreningens fotografiutställning ”Årets bilder”.                                                                                              | 25 nov 1942–10 jan 1943  |
| 1942 | 86        | Träsnitt. Utställning anordnad med anledning av Föreningen Original- Träsnittets 30-årsjubileum.                                                            | 11 dec 1942–3 feb 1943   |
| 1943 |           | Världskonsten illustrerad med fotografier ur Nationalmusei bildarkiv.                                                                                       | 2 februari–14 mars       |
| 1943 | 87        | Nutida engelsk akvarellkonst. | 9–28 februari            |
| 1943 | 88        | Hjalmar Asp 1879–1940. Minnesutställning. | 9 februari–7 mars        |
| 1943 | 89        | Olof Arborelius. Minnesutställning. | 11 februari–10 mars      |
| 1943 | 90        | Svensk bokkonst 1942. | 20 mars–4 april          |
| 1943 | 91        | Rörstrand under tre århundraden 1726–1943. | 2 april–8 augusti        |
| 1943 | Onr       | Italienska glas och spetsar. | 10 april–2 maj           |
| 1943 |           | Unga tecknare. | 8 maj–30 maj             |
| 1943 |           | Barnteckningar. ”Svenskarna i allvarstid. Beredskap förr och nu”.                                                                                           | 4 juni–29 augusti        |
| 1943 |           | Minnesutställning över Nils Dardel. | 4–7 juni                 |
| 1943 |           | Akvareller och teckningar av Elias Martin ur museets samlingar.                                                                                             | 16 juni 1943–9 jan 1944  |
| 1943 |           | Delar av museets antiksamling, samling I. | 21 september–31 oktober  |
| 1943 |           | Delar av museets antiksamling, samling II. | 20 nov 1943–9 jan 1944   |
| 1943 |           | Kinesiska målningar och teckningar. | 21 sept 1943–10 feb 1944 |
| 1943 | 92        | Fem stora gustavianer (Pilo, Roslin, P. Krafft d.ä., Hall, Rehn)                                                                                            | 2 oktober–30 november    |
| 1943 | 93A       | Fanny Brate. Minnesutställning. | 29 oktober–28 november   |
| 1943 |           | Museets samling av kinesisk och japansk skulptur. | 29 oktober–              |
| 1943 |           | Försäljningsutställning för danska flyktinghjälpen. | 6–14 november            |
| 1944 |           | Nyförvärv till avdelningen för konsthantverk 1938–1943 samt avdelningen för handteckningar och gravyrer 1942–1943.                                          | 1943–10 februari 1944    |
| 1944 | 93B       | Edvard Munch 1863–1944. | 2–13 februari            |
| 1944 | 94        | Äldre italiensk konst. | 3 mars–19 april          |
| 1944 | 95        | Kontakt med nyttokonstnären. | 9 mars–15 maj            |
| 1944 | 96        | John Jon And 1889–1941. Minnesutställning. | 17 mars–16 april         |
| 1944 |           | Finsk nutidskonst. 1914–1944. | 14 april–14 maj          |
| 1944 |           | Unga tecknare. | 28 april–4 juni          |
| 1944 | 98        | Svensk bokkonst 1933–1943. 25 utvalda böcker, 10 år av svensk bokkonst.                                                                                     | 28 april–29 maj          |
| 1944 | 99        | Arthur Sjögren. Typografi och bokkonst, grafik och måleri.                                                                                                  | 28 april–31 maj          |
| 1944 |           | Barnteckningar. ”Svenskt helgfirande”. | 7 juni–3 september       |
| 1944 |           | Rembrandtteckningar i faksimil. | 11 juni–17 oktober       |
| 1944 | 100       | Amerika bygger. | 14 juni–15 augusti       |
| 1944 | 101       | Oskar AnderssonOskar Andersson. Minnesutställning. | 15 september–5 november  |
| 1944 | 102       | Från barkbåt till eget hem. En utställning i Carl Malmstens regi.                                                                                           | 10 oktober–30 november   |
| 1944 | 103       | Den unga expressionismen. Svenskt måleri 1909–1920. | 1 november–10 december   |
| 1944 |           | Modern svensk fotokonst. | 10 november–3 december   |
| 1944 |           | Teckningar, akvareller och grafik av Felix Nylund. | 20 oktober–31 december   |

## 1945–1954
| År   | Katalognr | Utställningstitel | Utställningsperiod                          |
| ---- | --------- | --- | ------------------------------------------- |
| 1945 |           | Nyförvärv, teckning och grafik | 13 januari–15 februari                      |
| 1945 | 104       | För Rembrandts land. | 17 januari–18 februari                      |
| 1945 | 105       | Marieberg 1758–1788. | 26 januari–18 april                         |
| 1945 | 106       | Torsten Palm 1885–1934. Minnesutställning. | 9 februari–4 mars                           |
| 1945 | 107       | Från Ludvig XIV:s Paris. Pierre Bullets originalritningar i Nationalmuseum.                                                                     | 23 februari–21 mars                         |
| 1945 | 108       | Opponenterna av 1885. | 16 mars–21 maj                              |
| 1945 | 109       | Thorsten Laurins samling. Akvareller och teckningar.                                                                                            | 3–22 april                                  |
| 1945 | 110       | Svensk bokkonst 1944. | 13 april–6 maj                              |
| 1945 | 111       | The fifty best English books 1944. | 13 april–6 maj                              |
| 1945 |           | Svensk affischkonst 1937–1944. | 13 april–6 maj                              |
| 1945 | 112       | Unga tecknare. | 27 april–30 juni                            |
| 1945 |           | Tekniska skolans vårutställning. | 15–21 maj                                   |
| 1945 |           | Barnteckningar. ”Våra lekar”. | 25 maj–1 augusti                            |
| 1945 |           | Carl Milles. Konstverk tillhöriga Nationalmuseum samt ett urval ur privatsamlingar.                                                             | 23 juni–2 september                         |
| 1945 |           | Urval av museets samlingar av ostasiatisk konst.                                                                                                | 27 juli–28 oktober                          |
| 1945 | 113       | Broderfolkens konst. Nationalmusei 13:e vandringsutställning.                                                                                   | 23–26 augusti                               |
| 1945 | 114       | Mästerverk i Nationalmusei samlingar. | 3 okt 1945–17 feb 1946                      |
| 1945 |           | Sergelteckningar. | 3 okt 1945–6 jan 1946                       |
| 1945 | 115       | God konst i hem och samlingslokaler. | 19 oktober–9 december                       |
| 1945 | 116       | Hogarth och engelsk karikatyrkonst. | 3 november–2 december                       |
| 1945 |           | Nutida svenska karikatyrer. | 7–16 december                               |
| 1946 |           | Valda delar ur museets ostasiatiska samlingar.                                                                                                  | 8 januari–7 april                           |
| 1946 | 117       | Gustav III i samtida konst. Utställning till 200-årsminnet av konungens födelse.                                                                | 24 januari–17 februari                      |
| 1946 | Onr.      | Swedish wartime cartoons. An exhibition sponsored by the American-Scandinavian Foundation and the Sverige-Amerika Stiftelsen.                   |                                             |
| 1946 | 118       | Vincent van Gogh, målningar och teckningar. | 8 mars–28 april                             |
| 1946 | 119       | Svensk bokkonst 1945, 25 utvalda böcker jämte ett urval av 1945 års bästa svenska affischer.                                                    | 22 mars–12 april                            |
| 1946 | 120       | Unga tecknare. | 16 april–23 juli                            |
| 1946 | 121       | Nils Dardel i Mexico och Guatemala. | 3–21 maj                                    |
| 1946 |           | Gåvor till Nationalmuseum. | 21 maj–15 september                         |
| 1946 |           | Barnteckningar. ”När vi plockar bär, frukt, etc”.                                                                                               | 24 maj–8 september                          |
| 1946 |           | Kinesiska målningar och träsnitt. | 3 augusti–15 september                      |
| 1946 | 122       | God konst i hem och samlingslokaler. Nationalmusei 14:e vandringsutställning.                                                                   |                                             |
| 1946 | 123       | Schweizisk grafik och bokkonst. | 26 september–20 oktober                     |
| 1946 | 124       | Orientaliska mattor. | 4–27 oktober                                |
| 1946 | 125       | Hilding Linnqvist. Målningar för Stallmästargården till dikter av C.M. Bellman.                                                                 | 23–29 oktober                               |
| 1946 | 126       | Nutida tjeckoslovakisk grafik. | 1 november–8 december                       |
| 1946 | 127       | Norska bildvävnader. | 6 november–15 december                      |
| 1946 |           | Nutida polsk grafik. | 28 november–8 december                      |
| 1947 | 128       | Kartografiska rariteter. | 24 januari–9 februari                       |
| 1947 | 129       | Thomas Theodor Heine 80 år. | 14 februari–18 mars                         |
| 1947 | 130       | Unga tecknare. | 14 mars–13 april                            |
| 1946 | 131       | Svensk bokkonst 1946, 25 utvalda böcker. | 12 april–4 maj                              |
| 1947 | 132       | Nordisk konst, grafik 1946–1947, Nordiska konstförbundet.                                                                                       | 19 april–18 maj                             |
| 1947 | 133       | Äldre och moderna italienska konstböcker samt samtida gravyrer och teckningar.                                                                  | 9–27 maj                                    |
| 1947 |           | Barnteckningar. ”Det roligaste jag vet”. | 3 juni–24 augusti                           |
| 1947 |           | Indiska och persiska miniatyrer. | 30 maj–16 september                         |
| 1947 |           | Karl Isakssons handteckningar. | 12 juni–17 augusti                          |
| 1947 | Onr.      | Isaac Grünewald. Minnesutställning. (Riksförbundet för bildande konst).                                                                         | 22 augusti–14 september                     |
| 1947 | 134       | 8 amerikanska reklambiografier. | 30 augusti–14 september                     |
| 1947 |           | Teckningar av elever vid Hamburgs Konstakademi.                                                                                                 | 20 september–10 oktober                     |
| 1947 | 135       | Folkrörelsernas konstfrämjande. | 25 oktober–16 november                      |
| 1947 |           | Svenska akvareller 1900–1945. | 22 oktober–9 november                       |
| 1947 | 136       | Engelska barnmålningar ålder 4–15 år. | 12–23 november                              |
| 1947 | 137       | Den belgiska boken. | 21 november–14 december                     |
| 1947 | Onr.      | Exposition du livre Belge. |                                             |
| 1947 | 138       | Ordenshusens konstköp. | 28 november–14 december                     |
| 1947 |           | Franska tecknare och grafiker från 1800- och 1900-talen.                                                                                        | 28 november–1948                            |
| 1948 | 139       | Konstnärer i nutida franskt boktryck. | 9 januari–1 februari                        |
| 1948 | 140       | Nationalmusei franska samling. |                                             |
| 1948 | 141       | Konstnärsporträtt ur doktor C. Axel Widstrands grafiska samling.                                                                                | 6–29 februari                               |
| 1948 | 142       | Konstnärsförbundet 1891–1920. | 12 februari–31 mars                         |
| 1948 | 143       | Japanska träsnitt ur Martin Månssons samling.                                                                                                   | 5–29 mars                                   |
| 1948 | 144       | Svenskt guld 1600–1850. | 2 april–9 maj                               |
| 1948 | 145       | Ungerska grafiker och tecknare av i dag. | 2–18 april                                  |
| 1948 | 146       | Unga tecknare. | 27 april–30 maj                             |
| 1948 | 147       | Konstskatter från Wien. (Textkatalog och bildkatalog).                                                                                          | 8 maj–19 september                          |
| 1948 |           | Barnteckningar. ”Djur - Husdjur, vilda djur, fantasidjur”.                                                                                      | 27 maj–20 juli                              |
| 1948 | Onr.      | Ung dansk konst 1947–1948 (Riksförbundet för Bildande Konst. Vandringsutställning 49).                                                          | 2–15 juni                                   |
| 1948 |           | Gamla mästarteckningar ur Nationalmusei samlingar.                                                                                              | 30 juni–3 oktober                           |
| 1948 | 148       | Nordisk bokkonst och reklamtryck 1947. Sjätte internationella boktryckarkongressen, Stockholm.                                                  | 1 augusti–1 september                       |
| 1948 | Onr.      | Northern book design and commercial printing. In connection with the Sixth International Master Printers Congress.                              |                                             |
| 1948 | 149       | Ibero-amerikansk bokkonst och grafik. | 8–24 oktober                                |
| 1948 | 150       | Ebbe Sadolins teckningar. | 21 oktober–16 december                      |
| 1948 | 151       | Nutida fransk grafik. | 30 oktober–16 december                      |
| 1949 |           | Albrecht Dürer, träsnitt och kopparstick. | 2 januari–6 februari                        |
| 1949 | 152       | Nyttokonstnären 1949. Svenska slöjdföreningens facksektion.                                                                                     | 14 januari–6 februari                       |
| 1949 | 153       | Strindberg som målare och modell. Nationalmusei 19:e vandringsutställning                                                                       | 21 januari–13 februari                      |
| 1949 |           | Louis Masreliez. En länge glömd gustavian. | 18 februari–30 mars                         |
| 1949 | Onr.      | Sigrid Hjertén. Minnesutställning. | 6 mars–3 april                              |
| 1949 | 155       | Från Karl Johans tid. Vägledning. Nationalmusei 17:e vandringsutställning.                                                                      |                                             |
| 1949 | 156       | Svensk bokkonst 1948, 25 utvalda böcker jämte motsvarande urval från England och USA.                                                           | 7–30 april                                  |
| 1949 | 157       | Unga tecknare. | 8 april–8 maj                               |
| 1949 |           | Barnteckningar. ”En resa till lands, till sjöss, i luften”.                                                                                     | 6 maj–7 augusti                             |
| 1949 | 158       | Nutida holländsk expressionism. | 14 maj–10 juni                              |
| 1949 | Onr.      | Porträtt och karaktär. En fotografisk utställning. Gripsholm. Nationalmusei 18:e vandringsutställning.                                          |                                             |
| 1949 | 159       | Robert Storm PetersenRobert Storm Petersen 1882–1949, minnesutställning.                                                                        | 16 juni–21 augusti                          |
| 1949 | 160       | Carl Fredrik Hill 1849–1911, minnesutställning. Nationalmusei 21:a vandringsutställning.                                                        | 2 september–16 oktober                      |
| 1949 | 161       | Berthe Morisot 1841–1895, målningar och teckningar.                                                                                             | 23 september–23 oktober                     |
| 1949 | Onr.      | Nordlig Sung-Keramik ur svenska samlingar. | 14 oktober–20 november                      |
| 1949 | 162       | Fransk konst 1938–1948. | 25 oktober–27 november                      |
| 1949 | 163       | Föreningen Handarbetets Vänners jubileumsutställning 1874–1949.                                                                                 | 28 oktober–27 november                      |
| 1949 |           | Nyförvärv 1946-1949, handteckningar, gravyrer och skulpturer.                                                                                   | 27 dec 1949–5 feb 1950                      |
| 1950 | 164       | Engelsk målarkonst från Hogarth till Turner. | 13 januari–19 februari                      |
| 1950 | 165       | Studier och skisser av svenska konstnärer. Nationalmusei 20:e vandringsutställning.                                                             |                                             |
| 1950 | 166       | Danskt silver 1900–1950. | 14 februari–12 mars                         |
| 1950 | 167       | Nutida schweizisk konst. | 17 februari–12 mars                         |
| 1950 |           | Persiska fajanser. | 1–31 mars                                   |
| 1950 | 168       | Elias Martin och hans krets (utställning i Liljevalchs konsthall).                                                                              | 31 mars–11 juni                             |
| 1950 | 169       | Unga tecknare. | 14–27 april                                 |
| 1950 |           | Barnteckningar. ”Ett äventyr, farligt eller roligt, upplevt eller diktat”.                                                                      | 5 maj–27 augusti                            |
| 1950 | 170       | Moderna svenska bokband. | 10–31 maj                                   |
| 1950 | 171       | Svensk bokkonst 1949. |                                             |
| 1950 | Onr.      | Nordisk bokkonst 1949 och engelska barn- och skolböcker.                                                                                        | 9 juni–30 juli                              |
| 1950 |           | Museets ikonsamling. | 20 juni–1 oktober                           |
| 1950 |           | Erik XIV:s porträtt. | 8 augusti–25 november                       |
| 1950 |           | Ung norsk konst. Måleri och skulptur. (Riksförbundet för bildande konst).                                                                       | 18 augusti–10 september                     |
| 1950 | 174       | Konst på papper. (Folkrörelsernas konstfrämjande. Kat. nr 21).                                                                                  |                                             |
| 1950 | 175       | Det moderna museet (utställning i Liljevalchs konsthall).                                                                                       | 5 september–8 oktober                       |
| 1950 | 176       | Arkitekternas höstsalong 1950 (Svenska Arkitekters Riksförbund).                                                                                | 22 september–15 oktober                     |
| 1950 | 177       | Ivan Traugotts gåvor. | 23 september–15 oktober                     |
| 1950 | 178       | Viking Eggeling 1880–1925, tecknare och filmkonstnär.                                                                                           | 27 oktober–17 december                      |
| 1950 | 179       | Karl IX-minnen. Nationalmusei 23:e vandringsutställning.                                                                                        |                                             |
| 1950 | 180       | Till Gustaf V:s minne. | 6 dec 1950–1951                             |
| 1950 | 172       | Modern konst ur Esther Lindahls samling. Nationalmusei 22:a vandringsutställning.                                                               | 15–31 december                              |
| 1950 |           | Toulouse-Lautrecs litografier. | 26 dec 1950–1951                            |
| 1951 | Onr.      | Dessins du Nationalmuseum de Stockholm. Collection Tessin & Cronstedt. Bibliothèque National, Paris. Urval i Nationalmuseum, Stockholm.         |                                             |
| 1951 |           | Claude Audran, dekorativa skisser och utkast.                                                                                                   | 9 februari–2 mars                           |
| 1951 | 181       | Döderhultarn. Axel Pettersson 1868–1925. | 9 mars–22 april                             |
| 1951 | 182       | Svensk bokkonst 1950 jämte motsvarande urval från USA.                                                                                          | 17 april–6 februarifelaktig månad i källan? |
| 1951 | 183       | Unga tecknare. | 27 april–31 juli                            |
| 1951 | 184       | Carl Frisendahl 1886–1948, minnesutställning. Skulpturer, teckningar, målningar.                                                                | 21 september–14 oktober                     |
| 1951 | 185       | Nutida svensk grafik i svart och vitt. | 23 oktober–18 november                      |
| 1951 |           | Barnteckningar. ”En dröm, önske-, fantasi- eller framtidsdröm”.                                                                                 | 11 maj–31 juli                              |
| 1951 |           | Ryska barnteckningar och slöjdarbeten. | 22 maj–25 juni                              |
| 1951 | 186       | Internationell utställning av bokomslag. | 23 november–16 december                     |
| 1951 | Onr.      | Versailles et les châteaux de France. Trois cent dessins du Musée National de Stockholm. Exp. au Château de Versailles. Urval i Nationalmuseum. |                                             |
| 1951 | Onr.      | Äldre värmländsk konst och modernt norskt måleri (Arvikamässan).                                                                                |                                             |
| 1952 |           | Faksimilreproduktioner efter mästarteckningar.                                                                                                  | 1–27 januari                                |
| 1952 | 187       | Arvid Fougstedt, minnesutställning. | 8 februari–9 mars                           |
| 1952 |           | Olof Aschbergs ikonsamling. | 8–23 mars                                   |
| 1952 | 188       | Josef Frank. Tjugo år i Svenskt Tenn. | 22 mars–20 april                            |
| 1952 | 189       | 8 engelska reklamtecknare. | 22 mars–20 april                            |
| 1952 | 190       | Kilian Zoll. | 29 mars–20 april                            |
| 1952 | 191       | Indisk skulptur i fotografi. | 25 april–11 maj                             |
| 1952 | 192       | Unga tecknare. | 29 april–31 augusti                         |
| 1952 | 193       | Gyllene böcker. | 15 maj–22 september                         |
| 1952 |           | Barnteckningar. ”Danser och visor”. | 16 maj–24 augusti                           |
| 1952 |           | Det moderna museet (i Konstakademien). | 17 juni–10 augusti                          |
| 1952 |           | Porträtt från Oscar I:s tid. Gripsholm. (Stencil).                                                                                              |                                             |
| 1952 | 194       | Bertil Bull Hedlund 1893–1950, minnesutställning.                                                                                               | 12 september–5 november                     |
| 1952 | 195       | Svensk bokkonst 1951, 25 utvalda böcker. | 11 juni–16 oktober                          |
| 1952 | 196       | Gustavianskt. Nationalmusei 25:e vandringsutställning.                                                                                          |                                             |
| 1952 | Onr.      | Nordisk bokkonst 1951. | 11 juni–16 oktober                          |
| 1952 |           | Watteau i Nationalmuseum. | 1 oktober–17 december                       |
| 1952 | 197       | Tre danska konsthantverkare. Nordlund, Park, Salto.                                                                                             | 21 oktober–19 november                      |
| 1952 |           | Handteckningar och grafik ur Hans Majestät Konungens samlingar.                                                                                 | 11 nov 1952–18 jan 1953                     |
| 1953 | 199       | Svenskt silver i dag. | 6 februari–8 mars                           |
| 1953 |           | Nyförvärv, teckningar och grafik. | 17 februari–8 mars                          |
| 1953 | 200       | Holländska och Flamländska handteckningar. Dutch and Flemish drawings in the Nationalmuseum and other Swedish collections.                      | 14 mars–12 april                            |
| 1953 | 201       | Negerkonst. | 14 mars–17 maj                              |
| 1953 | 202       | Birger Lundquist 1910–1952, minnesutställning.                                                                                                  | 18 mars–19 april                            |
| 1953 | 203       | Wilhelm Kåge. Gustavsberg. | 17 april–13 maj                             |
| 1953 | 204       | Unga tecknare. | 28 april–31 maj                             |
| 1953 | 205       | Ravenna-mosaiker. | 7 maj–11 oktober                            |
| 1953 |           | Barnteckningar. ”Mitt roligaste skolminne”. | 19 maj–14 juni                              |
| 1953 | 206       | Svensk bokkonst 1952, 25 utvalda böcker. | 5–18 juni                                   |
| 1953 | 207       | Nya böcker. Ett axplock av modern bokkonst från utlandet.                                                                                       | 5–18 juni                                   |
| 1953 | 208       | Ett hundra franska böcker från de senaste hundra åren.                                                                                          | 5–18 juni                                   |
| 1953 | 209       | Tre resande tecknare. (Carl Johan Billmark, Egron Lundgren, Gustaf Wilhelm Palm). Nationalmusei 26:e vandringsutställning.                      |                                             |
| 1953 |           | Stockholmsbilder i teckning och grafik. | 17 juni–4 oktober                           |
| 1953 |           | Konsthantverk från 1700-talets Stockholm. | 5 juli–15 november                          |
| 1953 | 210       | En samling nutida konst. Gåva från Moderna Museets Vänner.                                                                                      | 9 oktober 1953–31 januari 1954              |
| 1953 | 211       | Svensk grafik. | 9 oktober–1 november                        |
| 1953 | 212       | Nordisk färggrafik, Folkrörelsernas konstfrämjande.                                                                                             | 6 november–                                 |
| 1953 |           | Svenska konstnärers gåvor till Greklandshjälpen.                                                                                                | 28 november–6 december                      |
| 1953 |           | Senantika mumieporträtt från Fayum tillhörande Dr. jur Max Dinkelspiel, jämte bysantinska och ryska ikoner ur museets samlingar.                | 2 december–                                 |
| 1954 |           | Nyförvärv, teckningar och grafik 1953. |                                             |
| 1954 | Onr.      | De Grafische. (Samtida holländsk grafik). | 12 februari–14 mars                         |
| 1954 | 213       | Egil Schwab 1882–1952, minnesutställning. | 19 mars–19 april                            |
| 1954 | 214       | Svenskt glas 1954. | 28 april–29 augusti                         |
| 1954 | 215       | Unga tecknare. | 27 april–26 maj                             |
| 1954 |           | Barnteckningar. ”Vi spelar teater” | 3 juni–22 augusti                           |
| 1954 | Onr       | "Der Sturm". Samling Nell Walden. | 19 augusti–5 september                      |
| 1954 |           | Tysk grafik (Dankspende des deutschen Volkes).                                                                                                  | 8–26 september                              |
| 1954 | 216       | Jugend. Nationalmusei 27:e vandringsutställning.                                                                                                |                                             |
| 1954 | 217       | Svensk bokkonst och svenska förlagsband 1953. Tjugofem utvalda böcker.                                                                          | 9 september–3 oktober                       |
| 1954 | 218       | Svenska tidskrifter 1951–1953. | 9 september–3 oktober                       |
| 1954 | Onr.      | Nordisk bokkonst 1953. | 9 september–3 oktober                       |
| 1954 | 219       | Äldre svenska porträtt ur Sinebrychoffs och Ateneums konstsamlingar i Helsingfors.                                                              | 9–31 oktober                                |
| 1954 | Onr.      | Den danske billedbog gennem 100 år. | 5 oktober–7 november                        |
| 1954 | 220       | Modern utländsk konst ur svenska privatsamlingar. Första utställningen. (Th. Ahrenberg).                                                        | 12–30 november                              |
| 1954 | 221       | SAFFT. Svenska affischtecknare. | 12 november–12 december                     |
| 1954 | 222       | Nicodemus Tessin d.y. 1654–1728. | 7 dec 1954–13 feb 1955                      |
| 1954 | 223       | Svensk fotografi av i dag. Svartvitt. | 15 dec 1954–16 jan 1955                     |

## 1955–1964
| År   | Katalognr | Utställningstitel | Utställningsperiod              |
| ---- | --------- | --- | ------------------------------- |
| 1955 | 224       | Nutida tysk grafik. Nationalmusei 28:e vandringsutställning. |                                 |
| 1955 |           | Nyförvärv till avdelningen för handteckningar och gravyrer 1954. | 21 januari–6 februari           |
| 1955 | 225       | Tyska teckningar från 1800- och 1900-talen (från Hamburger Kunsthalle). | 11 februari–13 mars             |
| 1955 | Onr.      | Swedish abstract. Loan exhibition. |                                 |
| 1955 | 226       | Erik Fleming 1894–1954, minnesutställning. | 15 februari–10 mars             |
| 1955 | Onr.      | Carl Fredrik Hill. Ein schwedischer Maler 1849–1911. Ausstellung Hamburger Kunsthalle. |                                 |
| 1955 |           | Nytryck av kopparstick i museets ägo. | 18 mars–11 april                |
| 1955 | 227       | Unga tecknare. | 15 april–5 juni                 |
| 1955 | 228       | Kinesiska målningar ur svenska statens samlingar jämte några depositioner. | 22 april–30 oktober             |
| 1955 |           | Barnteckningar. ”Nära ögat. En trafiksituation”. | 10 juni–25 september            |
| 1955 |           | Sergel-Martin-Ehrenswärd och museets nya årsbok. | 7 oktober–6 november            |
| 1955 | 229       | Italiensk grafik av idag. | 11 november–4 december          |
| 1955 | 230       | Konstföreningarna jubilerar. | 18 november–4 december          |
| 1955 |           | Albert Olsson Mesch. Minnesutställning. | 9 dec 1955–22 jan 1956          |
| 1956 | 231       | Rembrandt. (Textkatalog). | 12 januari–15 april             |
| 1956 | 231a      | Rembrandt. Sextiosex bilder från utställningen i Nationalmuseum. | 12 januari–15 april             |
| 1956 |           | Nyförvärv till avdelningen för handteckningar och gravyrer 1955. | 3–26 februari                   |
| 1956 |           | Poul Christensen, grafik och teckningar. | 2 mars–2 april                  |
| 1956 |           | Stentöj. Patrick Nordström 1870–1929. | 16 mars–8 april                 |
| 1956 | 232       | Barn. Tecknade och målade av svenska 1800-talskonstnärer. Nationalmusei 29:e vandringsutställning. |                                 |
| 1956 | 233       | Unga tecknare. | 10 april–27 maj                 |
| 1956 | 234       | Modern konst ur Ragnar Moltzaus samling, Oslo. | 28 april–10 juni                |
| 1956 |           | Moderna svenska Esselte bokband komponerade av Henrik Park m.fl. | 18 maj–2 augusti                |
| 1956 |           | Barnteckningar. ”Vi firar helg”. | 1 juni–1 juli                   |
| 1956 |           | Svenska mästarteckningar. | 7 juli–28 oktober               |
| 1956 | 236       | Fest och vardag i 1600-talets Nederländerna. Nationalmusei 31:a vandringsutställning. |                                 |
| 1956 | 237       | Picassos Guernica (Moderna Museets utställningskatalog nr 1). | 19 oktober–9 december           |
| 1956 | Onr.      | Sixteenth & seventeenth century theatre design in Paris. An exhibition of drawings from the National Museum of Stockholm with models from the Theatre Museum, Drottningholm. The Arts Council Gallery, London. |                                 |
| 1956 | 238       | Folkrörelsernas konstfrämjande 10 år. Jubileumsutställning. | 10 nov 1956–6 jan 1957          |
| 1956 |           | Nyförvärv till porträttsamlingen på Gripsholm i urval från åren 1946–1956. | 10 november–2 december          |
| 1957 |           | Svenska konstnärers gåvor till Ungerns barn. | 6–20 januari                    |
| 1957 |           | Nyförvärv till avdelningen för handteckningar och gravyrer 1956. | 11 januari–21 februari          |
| 1957 | Onr.      | Den finska ryan 1695–1956. | 28 februari–24 mars             |
| 1957 |           | Teaterteckningar och scenmodeller ur samlingarna i Nationalmuseum och Drottninghoms teatermuseum. | 28 februari–26 mars             |
| 1957 |           | Nutida Vadstenaspetsar. | 29 mars–14 april                |
| 1957 | 239       | Unga tecknare. | 2–28 april                      |
| 1957 | 240       | Orientaliska miniatyrer. (Oriental miniatures and manuscripts in Scandinavian collections). | 3 maj–31 augusti                |
| 1957 |           | Yngre brittiska skulptörer. | 9–26 maj                        |
| 1957 |           | Hamada, Rosanjin, Munkanta. Tre japanska konstnärer av i dag. Keramik och träsnitt. | 3–29 maj                        |
| 1957 |           | Barnteckningar. ”Livet i vår skola”. | 4 juni–25 juli                  |
| 1957 |           | T’ang, kinesiskt konsthantverk ur svenska privatsamlingar. | 30 juni–8 september             |
| 1957 | Onr.      | Henri Matisse. "Apollon", skulpturer, teckningar. Utställning anordnad i samarbete med Medicinska föreningen (Samling Th. Ahrenberg).                                                                          | 4–23 september                  |
| 1957 |           | Fem formgivare. | 14 september–13 oktober         |
| 1957 | 241       | Föreningen för Grafisk Konst 1887–1957. Jubileumsutställning. | 24 sept 1957–5 jan 1958         |
| 1957 | Onr.      | Svensk bogkunst 1907–1957. Köpenhamn 1957. |                                 |
| 1957 | Onr.      | Konstnären och hans konst. Nationalmusei 32:a vandringsutställning |                                 |
| 1957 | 242       | Vincent van Gogh. Akvareller, teckningar, oljestudier. Nationalmusei 33:e vandringsutställning. | 5 oktober–28 november           |
| 1957 | Onr.      | Nutida skulptur av kanadensiska eskimåkonstnärer. Canadian eskimo art. | 22 oktober–10 november          |
| 1957 | 243       | Från detalj till helhet. Inredningsarkitekter HKS 1947–1957. | 15 november–15 december         |
| 1958 |           | Nyförvärv till handtecknings- och gravyravdelningen 1957. | 17 januari–16 februari          |
| 1958 |           | Carl Wahlbom 1810–1858, minnesutställning. | 25 februari–23 mars             |
| 1958 | 244       | Engelskt silver 1660–1830. | 11 mars–23 april                |
| 1958 |           | Teckningar och grafiska blad ur Oscar Sterns samling | 28 mars–20 april                |
| 1958 | 245       | Unga tecknare. | 25 aril–23 juni                 |
| 1958 | 246       | Japanska färgträsnitt ur museets samlingar. | 27 juni–7 augusti               |
| 1958 |           | Grekisk konst ur museets samlingar. | 23 juni–17 augusti              |
| 1958 |           | Kinesiskt glas ur Carl Kempes samling. | 23 juni–24 augusti              |
| 1958 | 247       | Fem sekler fransk konst (text- & bildkatalog). | 15 augusti–9 november           |
| 1958 | 248       | Möbler, mattor, tygtryck. | 5 september–5 oktober           |
| 1958 | 249       | Kina. Måleri, skulptur, konsthantverk. Nationalmusei vandringsutställning nr 34. |                                 |
| 1959 |           | Nyförvärv av handteckningar och gravyrer 1958. | 9 januari–1 april               |
| 1959 | 250       | Konstskatter från Hollands guldålder. | 24 januari–5 april              |
| 1959 | 251       | Unga tecknare. | 10 april–21 juni                |
| 1959 |           | Kinesiska målningar ur museets samling. Konsthantverk från Mingperioden ur svenska privatsamlingar. | 1 juli–30 augusti               |
| 1959 |           | Mästarteckningar. | 1 juli–27 september             |
| 1959 | 252       | Otte Sköld. Nationalmusei vandringsutställning nr 35. |                                 |
| 1959 | 254       | Carl Fredrik von Breda 1759–1818, minnesutställning. | 4 september–25 oktober          |
| 1959 |           | Nutidssmycken. | 11 september–11 oktober         |
| 1959 |           | Akademielever från 1910-talet. Teckningar och grafiska blad. | 13 oktober 1959–10 januari 1960 |
| 1959 |           | Stora spanska mästare. | 12 december 1959–13 mars 1960   |
| 1960 |           | Nyförvärv till avdelningen för handteckningar och gravyrer 1959. | 15 januari–3 april              |
| 1960 | 256       | Edvin Ollers som konsthantverkare, minnesutställning. | 26 februari–27 mars             |
| 1960 | 257       | Unga tecknare. | 8 april–6 juni                  |
| 1960 | 258       | Svenska hävder genom konstnärsögon. Arrangerad i Liljevalchs konsthall. |                                 |
| 1960 | 259       | Kungliga amatörer. Från Erik till prinsessan Eugenie. Gripsholms slott. Nationalmusei vandringsutställning nr 37.                                                                                              |                                 |
| 1960 | Onr.      | Tjeckoslovakisk grafik av i dag. | 10 juni–17 juli                 |
| 1960 |           | Kinesiska målningar. | 3 juli 1960–8 jan 1961          |
| 1960 |           | Franska teaterkostymer. Teckningar från 1600-talet. | 22 juli–4 september             |
| 1960 | 260       | Berättande målare. Svenska düsseldorfare. Nationalmusei vandringsutställning nr 36. |                                 |
| 1960 | 261       | Anders Zorn 1860–1920, minnesutställning. | 2 september–23 oktober          |
| 1960 |           | Skiss och sak från fyra sekel (i anslutning till Scandinavian Design Cavalcade). | 9 september–9 oktober           |
| 1960 |           | Xylon (träsnitt). | 14 oktober–20 november          |
| 1960 | 262       | XyZ. Grafik av Sven Erixson, Hugo Zuhr m.fl. (i samarbete med Folkrörelsernas Konstfrämjande). | 26 november–18 december         |
| 1961 |           | Nyförvärv till avdelningen för teckning och grafik 1960. | 7 februari–22 mars              |
| 1961 | 263       | Glas från Gullaskruf. | 3 majfel i källan?–9 april      |
| 1961 | 264       | Unga tecknare. | 28 mars–14 maj                  |
| 1961 |           | Svenska mästarteckningar från 1600- och 1700-talen. | 22 juni–24 september            |
| 1961 |           | Kinesiska målningar ur museets samlingar. | 1 juni–13 augusti               |
| 1961 | Onr.      | Monumentalt och intimt. Nya svenska vävnader och broderier. (Scandinavian Design Cavalcade). | 1 september–1 oktober           |
| 1961 | 265       | 5 000 år egyptisk konst. | 16 september–19 november        |
| 1961 |           | Svenska tecknare i Egypten. | 29 september–31 december        |
| 1961 |           | Räddningsarbeten i Assuan, foton och föremål samt ett urval teckningar från skoltävlingen "Jag ser på Egypten".                                                                                                | 14 oktober–19 november          |
| 1961 | Onr.      | Svenska medeltida porträtt. Beskrivande kommentar av Margareta Cramér. En stilhistorisk översikt. Av Boo von Malmborg. Nationalmusei vandringsutställning nr 39.                                               |                                 |
| 1962 |           | Nyförvärv, teckning och grafik 1961. | 12–28 januari                   |
| 1962 |           | Grafiska förberedelser. | 2–25 februari                   |
| 1962 |           | St. Petersburg. | 2 mars–1 april                  |
| 1962 | 266       | Unga tecknare. | 6 april–13 maj                  |
| 1962 |           | Engelska teckningar och akvareller. | 18 maj–17 juni                  |
| 1962 |           | Teckningar av C.F. Hill ur Malmö Museums samlingar. | 6 juli–30 september             |
| 1962 | 267       | Guld från Peru. Konstskatter från Inkariket. | 12 juli–23 september            |
| 1962 |           | Venetiansk grafik. | 5 oktober–11 november           |
| 1962 | 268       | Moderna Museet visar ung svensk konst. Nationalmusei vandringsutställning nr 40. |                                 |
| 1962 | 269       | Konstens Venedig. | 20 okt 1962–17 feb 1963         |
| 1962 |           | Guld och silver ur Gunnar V. Philipsons samling | 30 oktober–25 november          |
| 1962 | 270       | Konstnären och boken. | 16 november 1962–1 januari 1963 |
| 1962 | 271       | Bokband från Herzogs under 100 år. | 5 dec 1962–13 jan 1963          |
| 1963 |           | Nyförvärv till avdelningen för teckning och grafik. | 8–27 januari                    |
| 1963 | 272       | Reinhold von Rosen 1894–1961, minnesutställning. Nationalmusei vandringsutställning nr 41. | 1 februari–3 mars               |
| 1963 | 273       | Low och äldre engelsk karikatyr. | 12 mars–15 april                |
| 1963 | 273a      | Formgivning i Tyskland. | 22 mars–15 april                |
| 1963 | 274       | Unga tecknare. | 23 april–23 juni                |
| 1963 | 275       | Unga tecknare 25 år. | 23 april–12 maj                 |
| 1963 | 276       | Celadon-Jade. Fynd, föremål, forskningsresultat. | 22 maj–30 juni                  |
| 1963 | 277       | Wesséns bronser. (Chinese bronzes from the collection of Dr. Natanael Wessén). | 22 maj–30 juni                  |
| 1963 | 278       | Pappas jobb. Barnteckningstävlan. Nationalmuseer vandringsutställning nr 43 | 19 maj–23 juni                  |
| 1963 | 279       | Unga tecknare 25 år. Nationalmusei vandringsutställning nr 42. |                                 |
| 1963 | 280       | De första porträttfotograferna. Gripsholm. |                                 |
| 1963 | 281       | Mästarteckningar från Eremitaget, Leningrad. | 30 augusti–13 oktober           |
| 1963 | 282       | Svenska stolar. | 7–29 september                  |
| 1963 | 283       | Grekisk och romersk antik. Nationalmusei vandringsutställning nr 44. |                                 |
| 1963 |           | Nordisk teckningskonst. Två donatorer: Oscar Stern och Torsten Svedfelt. | 22 oktober–17 november          |
| 1963 |           | Ur De la Gardies teckningssamling på Borrestad. | 25 oktober–24 november          |
| 1963 | 284       | Harriet Löwenhjelm 1887–1918. Nationalmusei vandringsutställning nr 45. | 22 november 1963–6 januari 1964 |
| 1963 |           | Atelier 17, aktuell Paris-grafik. | 29 november 1963–6 januari 1964 |
| 1963 |           | Formgivning i Tyskland (arrangerad av Rat für Formgebung). |                                 |
| 1964 |           | Nyförvärv till avdelningen för teckning och grafik 1963. | 14 januari–9 februari           |
| 1964 | 285       | Dansk guldålderDansk guldålder. | 23 januari–5 april              |
| 1964 | Onr.      | Søren Kirkegaard. (Vägledning. Utställning arrangerad av arkitekt Ib Lunding för Fondet för dansk-svensk samarbejde).                                                                                          | 30 januari–1 mars               |
| 1964 | 286       | Bilden i ”Vi”. Teckningar och fotografier. | 14 februari–22 mars             |
| 1964 | 287       | Unga tecknare. | 3 april–10 maj                  |
| 1964 | Onr.      | Ett urval av grafiska verk från den tyska expressionismen 1905–1920. Ur Museum Folkwang i Essen. | 15 maj–28 juni                  |
| 1964 |           | Sverige – SSSR. Dokument – Konst – Kultur under tusen år. | 23 juni–19 juli                 |
| 1964 | 288       | Det ljuva Frankrike. | 7 augusti–11 oktober            |
| 1964 | 289       | Ture Jörgenson, minnesutställning. | 16 oktober–8 november           |
| 1964 | Onr.      | Tre decennier. Svensk konst 1890–1920. |                                 |
| 1964 | 290       | Yngve Berg 1887–1963, minnesutställning. Nationalmusei vandringsutställning nr 48. | 13 nov 1964–10 jan 1965         |
| 1964 |           | Grafik från Sovjet. | 28 november–13 december         |
| 1964 | 291       | Kring Nilen (En grupp från Konstfackskolan skissar, tecknar och fotograferar i Egypten). | 26 dec 1964–7 mars 1965         |
| 1964 |           | Gripsholm genom konstnärsögon. |                                 |

## 1965–1974
| År   | Katalognr | Utställningstitel | Utställningsperiod                |
| ---- | --------- | --- | --------------------------------- |
| 1965 |           | Nyförvärv år 1964 till avdelningen för teckning och grafik.                                                                                               | 14 januari–9 februari             |
| 1965 | 292       | Svisch. Nationalmusei vandringsutställning nr 46. |                                   |
| 1965 | 293       | Ingres–Delacroix. (Utställd med NM:s Delacroix). | 12 mars–11 april                  |
| 1965 | 294       | Konst från Kartago. | 22 januari–28 mars                |
| 1965 | 295       | Unga tecknare. | 23 april–13 juni                  |
| 1965 | 296       | Italienska barockteckningar. | 22 juni–17 oktober                |
| 1965 | 297       | Mästare från Mittens rike. | 9 september–31 oktober            |
| 1965 | 298       | Picasso i Kiruna. |                                   |
| 1965 | 299       | Ungt svenskt silver. | 10 september–24 oktober           |
| 1965 | 300       | Grafiktriennal. Svensk grafik 1963–1965. |                                   |
| 1965 |           | Konstvård. | 5–28 november                     |
| 1965 |           | Xylon IV (Internationell träsnittsutställning). | 26 nov 1965–2 jan 1966            |
| 1965 |           | Nationalmuseum och Moderna Museet visar tre decennier svensk konst i Skövde konsthall.                                                                    | 15 augusti–20 september           |
| 1965 | Onr.      | Trasiga tavlor. Sprickor i möbler. Krossat porslin. Mask i trä.                                                                                           |                                   |
| 1966 |           | Grekisk och romersk antik. | 7 januari–3 februari              |
| 1966 |           | Nyförvärv, teckning och grafik 1965. | 14 januari–6 februari             |
| 1966 |           | Rodin – Levande Form. | 20 januari–30 mars                |
| 1966 |           | Nutida polsk grafik. | 11 februari–13 mars               |
| 1966 | 302       | Jean E. Rehn. Teckningar – Ritningar – Grafik ur Bellningasamlingen.                                                                                      | 18 mars–17 april                  |
| 1966 | Onr.      | Modernt 1866. | 25 mars–17 april                  |
| 1966 | 303       | 100 år Nationalmuseum. Nationalmusei vandringsutställning nr 50.                                                                                          |                                   |
| 1966 | 304       | Unga tecknare. | 22 april–22 maj                   |
| 1966 | 305       | Christina, drottning av Sverige. Christina, Queen of Sweden.                                                                                              | 29 juni–30 oktober                |
| 1966 | 306       | Svenskt sa Appelgren. | 15 nov 1966–29 jan 1967           |
| 1966 |           | Modern amerikansk grafik. | 18 november–18 december           |
| 1966 |           | Skatter från Dresden. 100 tyska mästarblad från 1400-talet till Dürer.                                                                                    | 16–29 december                    |
| 1966 |           | Nyförvärv, teckning och grafik 1966. | 26 dec 1966–5 feb 1967            |
| 1967 | 309       | Holländska mästare i svensk ägo. | 3 februari–7 maj                  |
| 1967 | Onr.      | Multikonst. (Statens försöksverksamhet med Riksutställningar).                                                                                            | 11–26 februari                    |
| 1967 |           | Verkstad Måås-Fjetterström. | 1 mars–9 april                    |
| 1967 | Onr.      | Levande verkstad. Bauhausvecka. |                                   |
| 1967 |           | Holländska mästare. | 3 mars–7 maj                      |
| 1967 | Onr.      | Stig Borglind. (Falu museums katalog). | 8 mars–2 april                    |
| 1967 | 310       | Unga tecknare. | 7 april–21 maj                    |
| 1967 | 311       | Finlands Gustaviad. Finlands ryor. | 18 maj–20 augusti                 |
| 1967 | 312       | Jean Veber 1864–1928. Teckningar och litografier | 26 maj–9 juli                     |
| 1967 | Onr.      | Old master drawings. Exhibition arr. in connection with the visit of the Grolier Club 1967.                                                               |                                   |
| 1967 | Onr.      | Nils von Dardel 1888–1943. Målningar och teckningar. Katalog till utställning i Ystads konstmuseum och Västerås konstmuseum (+ bilaga för utst. i Ystad). |                                   |
| 1967 | Onr.      | Käthe Kollwitz. Grafik, teckningar, skulpturer. Utställning organiserad av der Deutsche Kunstrat till hundraårsminnet av konstnärinnans födelse.          | 14 juli–13 augusti                |
| 1967 |           | Folke Dahlberg, minnesutställning. | 22 augusti–17 september           |
| 1967 | 313       | Antiken. Konst från den grekisk-romerska kulturvärlden ur svenska samlingar.                                                                              | 5 september–26 november           |
| 1967 | 314       | Talande porträtt. Kända svenskar under 100 år. Nationalmusei vandringsutställning nr 51.                                                                  | 26 dec 1966–26 feb 1967           |
| 1967 | 315       | Perspektiv på barnteckningen. | 22 september–5 november           |
| 1967 |           | Josef Svoboda. (The Theatre institute, Prague, presents the exhibition of the scenographic work of Architect Josef Svoboda).                              | 14 november–17 december           |
| 1967 | 316       | I Picassos ateljé. 74 grafiska blad 1963–1965. | 14 november 1967–4 februari 1968  |
| 1967 | 317       | Toulouse-Lautrec. | 26 december 1967–10 mars 1968     |
| 1967 | Onr.      | Svenskt sekelskifte. | 26 dec 1967–7 apr 1968            |
| 1968 | Onr.      | Thonet. Wienerstolen som erövrade världen. | 19 januari–25 februari            |
| 1968 | 318       | I verklighetens gränsland. Nationalmusei vandringsutställning 52.                                                                                         |                                   |
| 1968 |           | GAN. En samling teckningar, akvareller och kollage. | 9 februari–17 mars                |
| 1968 |           | Nyförvärv, teckning och grafik 1967. | 22 mars–21 april                  |
| 1968 | 319       | Isaac Grünewald, Simson och Delila. | 22 mars–30 april                  |
| 1968 | 320       | Josef Frank (1885–1967), minnesutställning. Kring fem interiörer.                                                                                         | 3 april–19 maj                    |
| 1968 | 321       | Unga tecknare. | 26 april–3 juni                   |
| 1968 |           | Carl Larsson, Liljefors, Zorn och Döderhultarn. | 14 juni-8 september               |
| 1968 | 322       | Höjdpunkter i norsk konst. | 19 september–8 december           |
| 1968 | 323       | Skatter från London City. | 24 september–20 oktober           |
| 1968 | 324       | Hantverkets 60-tal. | 10 oktober–17 november            |
| 1968 | 325       | Leonard Baskin. (En amerikansk grafiker). | 25 oktober–17 november            |
| 1968 |           | Feel it. | 2–15 december                     |
| 1968 | 326       | Rembrandt som grafiker. Nationalmusei vandringsutställning nr 53.                                                                                         |                                   |
| 1968 |           | Nyförvärv, teckning och grafik 1968. | 26 dec 1968–26 jan 1969           |
| 1969 | 327       | Konstskatter från Dresden. | 17 januari–11 maj                 |
| 1969 | 328       | Miljö för en ny planet / Ettore Sottsass. | 6 februari–9 mars                 |
| 1969 |           | Fantasterier och skräckkonst. | 7 februari–16 mars                |
| 1969 | 329       | Unga tecknare. | 1 april–26 maj                    |
| 1969 | 329a      | Ivan Aguéli. Nationalmusei vandringsutställning nr 54. |                                   |
| 1969 | 330       | Rembrandt. Teckningar och grafik. | 5 juni–31 augusti                 |
| 1969 |           | All världens konst. | 7 juli–                           |
| 1969 |           | Modern svensk grafik. | 22 augusti–5 oktober              |
| 1969 | 331       | Bild och teater. | 16 oktober–7 december             |
| 1969 | 332       | Zigensk smycketradition. Rosa Taikon, Bernd Janusch. | 23 oktober–30 november            |
| 1969 | 333       | Fresker från Florens. | 4 december–15 februari            |
| 1969 |           | Carl August Ehrenswärd. Poetens historia. | 16 december–                      |
| 1970 | 334       | Aktuella tendenser i fransk grafik. | 22 januari–22 februari            |
| 1970 | 335       | Bauhaus (Weimar 1919–1925). | 26 februari–30 mars               |
| 1970 |           | Serier, serier, serier. | 13 februari–30 mars               |
| 1970 | 336       | Gauguin i Söderhavet. | 5 mars–10 maj                     |
| 1970 | 337       | Unga tecknare. | 7 april–24 maj                    |
| 1970 | 338       | Made in Africa. Arbeten från tre hantverkscentra i södra Afrika.                                                                                          | 16 april–18 maj                   |
| 1970 |           | Ett konsthandelshus 100 år. | 15 maj–21 juni                    |
| 1970 |           | Ellen och John Josephsons konstsamling. | 23 maj–21 juni                    |
| 1970 | 339       | Svensk lustgård och park 1570–1870. | 28 maj–6 september                |
| 1970 | 340       | Pierpont Morgan Library gästar Nationalmuseum. | 4 juni–13 september               |
| 1970 | 341       | Uno Troili 1815–1875. Sommarutställning. Gripsholms Folkhögskola.                                                                                         |                                   |
| 1970 | 342       | Stortextil från Handarbetets vänner. | 10 september–18 oktober           |
| 1970 | 343       | Mot okänt land. Nationalmusei vandringsutställning nr 56.                                                                                                 | 8 juni–11 juli                    |
| 1970 | 344       | Polen väver fritt. | 29 oktober–29 november            |
| 1970 |           | James Ensor. | 24 september–29 november          |
| 1970 | 346       | Schweizisk grafik nu. | 1 oktober–15 november             |
| 1970 |           | Leve slöjdföreningen. | 9 oktober–15 november             |
| 1970 |           | Grevinnans kabinett. | 13 nov 1970–27 jan 1971           |
| 1970 |           | Gamla mästarteckningar – amerikansk grafik ur de senaste årens nyförvärv.                                                                                 | 24 nov 1970–17 jan 1971           |
| 1971 | 347       | Grafik vad är det? | 4 februari–28 mars                |
| 1971 |           | Piranesi. Carceri. | 11 februari–28 mars               |
| 1971 | 348       | Helmer Osslund – Norrlands målare. | 4 mars–20 maj                     |
| 1971 |           | Rädda Venedig (fotomontage av dess förstörelse). | 2–18 april                        |
| 1971 | 349       | Unga tecknare. | 7 april–6 juni                    |
| 1971 | 350       | Gycklet som samhällskritik. Hogarth, Daumier, Garvarni. Nationalmusei vandringsutställning nr 57.                                                         |                                   |
| 1971 | 351       | 400 ur 400 år. Fickur och några andra ur huvudsakligen från Nationalmusei samlingar.                                                                      | 18 maj–29 augusti                 |
| 1971 |           | Svenskt sekelskifte. | 30 maj–7 september                |
| 1971 | 352       | Rolf Nesch. Metallgrafikk. (Utst. från Riksgalleriet i Oslo).                                                                                             | 15 juli–29 augusti                |
| 1971 | 353       | Albrecht Dürer (grafik-teckningar). | 16 september–21 november          |
| 1971 | 354       | Helmer Osslund. Nationalmusei vandringsutställning nr 58.                                                                                                 |                                   |
| 1971 | 355       | Finskt 1900. | 23 september–6 december           |
| 1971 | 356       | Anders B. Liljefors. Keramisk fribrytare. | 7 oktober–14 november             |
| 1971 |           | Smycken 1600–1900. En miniutställning hösten 1971. | 23 okt 1971–9 jan 1972            |
| 1971 | 357       | Bilderboken. | 2 december–                       |
| 1971 |           | Nationalmålare: Liljefors, Zorn, Carl Larsson, Prins Eugen.                                                                                               | 23 december–                      |
| 1972 |           | Samlat av Åke Stavenow. | 11 januari–13 februari            |
| 1972 | 358       | Dürer. Nationalmusei vandringsutställning nr 59. |                                   |
| 1972 | 359       | Ernst Josephson. | 27 januari–23 april               |
| 1972 | 360       | Svenska illustratörer. | 24 februari–3 april               |
| 1972 | 361       | Tryck i långa banor – aktuellt svenskt tygtryck. | 24 februari–16 april              |
| 1972 |           | Ansikten. Ditt eget och andras. Nationalmusei vandringsutställning nr 60.                                                                                 | 14 februari–9 april               |
| 1972 | 362       | Unga tecknare. | 13 april–22 maj                   |
| 1972 | 363       | Tjeckoslovakisk grafik av i dag. | 1 juni–31 augusti                 |
| 1972 | 364       | Svenska illustratörer. Nationalmusei vandringutställning nr 61.                                                                                           |                                   |
| 1972 |           | Arbete och miljö i 1700-talets Sverige. | 2 juni–15 oktober                 |
| 1972 | 365       | 25 år med konst för alla. Konstfrämjandet. Ett urval från 25 års grafikproduktion.                                                                        | 13 september–15 oktober           |
| 1972 | 366       | Ters. Textila variationer. Lasse Andréasson, Madeleine Dranger & Margareta Hallek.                                                                        | 10 oktober–25 november            |
| 1972 | 367       | Gustaf III. | 9 nov 1972–23 apr 1973            |
| 1972 | 368       | En glasblåsare. Ett halvsekel på Kosta. Bengt Heintze. | 7 december–                       |
| 1972 |           | Tyska teckningar. Dürer och hans samtida. | 19 december–                      |
| 1973 | 369       | Maya. Skulptur och keramik från Mexico. | 26 januari–4 mars                 |
| 1973 |           | Wien 1900–1920. | 29 mars–13 maj                    |
| 1973 | 370       | Svenskt miniatyrmåleri. Nationalmusei vandringsutställning nr 62.                                                                                         |                                   |
| 1973 | 371       | Persisk konst i Sverige. | 17 april–19 augusti               |
| 1973 | 372       | Unga tecknare 1973. | 17 april–3 juni                   |
| 1973 |           | Det stora trädet. Teckningar av Carl Samuel Graffman. | 29 maj–11 september               |
| 1973 | 373       | Böhmiskt glas genom tiderna. | 11 september–18 november          |
| 1973 | 374       | 10 x 10. 500 år europeisk keramik. Nationalmusei vandringsutställning nr 63.                                                                              |                                   |
| 1973 | 375       | Jesu liv i konsten. | 26 september 1973–20 januari 1974 |
| 1973 | 376       | Carl Peter Mazer. Teckningar och målningar. | 5 okt 1973–13 jan 1974            |
| 1973 |           | Det moderne gennembrud i Østrigsk kunst. |                                   |
| 1974 | 377       | Jesu liv i konsten. Nationalmusei vandringsutställning nr 64.                                                                                             |                                   |
| 1974 | 378       | Elsa Beskow 1874–1953. Nationalmusei vandringsutställning nr 65.                                                                                          | 11 februari–15 april              |
| 1974 |           | 90 grafiker. | 1 mars–15 april                   |
| 1974 | 379       | Unga tecknare 1974. | 25 april–3 juni                   |
| 1974 |           | Japanska grafiska blad och objekt. | 30 april–3 juni                   |
| 1974 | 380       | Det svenska rummet. En vandringsutställning som gått hem.                                                                                                 | 8 maj–1 september                 |
| 1974 | 381       | Versailles. Arkitekturritningar och gravyrer ur Nationalmuseums samlingar.                                                                                | 16 juli–29 september              |
| 1974 | 382       | Goethe, Hugo, Strindberg. Diktare. Bildkonstnärer. | 10 oktober–15 december            |
| 1974 | 383       | 10-talets måleri ur Moderna Museets samlingar. Nationalmusei vandringsutställning nr 66.                                                                  |                                   |
| 1974 | 384       | Shakers. Liv och produktion i ett religiöst samhälle under den amerikanska pionjärtiden.                                                                  | 14 nov 1974–6 jan 1975            |

## 1975–1984
| År   | Katalognr | Utställningstitel | Utställningsperiod                                   |
| ---- | --------- | --- | ---------------------------------------------------- |
| 1975 | 385       | Allemansbild. | 4 januari–2 februari                                 |
| 1975 |           | Ung holländsk grafik. | 9 januari–16 februari                                |
| 1975 |           | Wiven Nilsson 1897–1974. Silver från 1920–30-talen.                                                                                 | 28 januari–2 mars                                    |
| 1975 |           | Titta på tavlan. | 21 februari–20 april                                 |
| 1975 | 386       | Axel Fridell. Ur Gustaf VI Adolfs gåva av teckningar och grafik.                                                                    | 27 februari–20 april                                 |
| 1975 | 387       | Unga tecknare 1975. | 29 februari–8 juni                                   |
| 1975 |           | Carl Milles och hans samtida. | 30 maj–5 augusti                                     |
| 1975 | 388       | Kvinnor som målat. | 13 juni–5 oktober                                    |
| 1975 |           | Rädda Blasieholmen. \| 29 juli–21 september                                                                                         |                                                      |
| 1975 |           | Gamla mästarteckningar. | 15 sept 1975–18 jan 1976                             |
| 1975 | 389       | Gustavsberg 150 år. | 7 okt 1975–25 jan 1976                               |
| 1975 |           | Gammal grafik. | 10 okt 1975–18 jan 1976                              |
| 1975 | 390       | Thriller i Tobo. Stengods 1935–1972 från Erich och Maria Thrillers verkstad i Tobo.                                                 | 2 dec 1975–26 jan 1976                               |
| 1975 | 391       | Echnaton och Nefertiti. | 16 oktober–14 december                               |
| 1975 |           | Unga grafiker (från Holland). |                                                      |
| 1975 | 392       | När förnuftet sover. Etsningar av Goya. Nationalmusei vandringsutställning nr 67.                                                   |                                                      |
| 1975 | 393       | Konst och mode. Nationalmusei vandringsutställning nr 68.                                                                           |                                                      |
| 1976 | 394       | Gustav Vigeland. Livets ansikten – The condition of Man.                                                                            | 9 januari–15 februari                                |
| 1976 | 395       | Finska grafiker och medaljkonstnärer.                                                                                               | 24 januari–29 februari                               |
| 1976 | 396       | När Västerlandet trädde fram. Skulptur i franska och norska 1100-talskyrkor fotograferad av Gun Kessle.                             | 29 januari–29 februari                               |
| 1976 |           | Engelsk keramik. Keramiska former. Arbeten av 7 brittiska keramiker.                                                                | 17 februari–4 april                                  |
| 1976 | 397       | Düsseldorfmålare – Düsseldorf och Norden.                                                                                           | 26 februari–11 april                                 |
| 1976 |           | Makt och vanmakt. Franska 1600-talsteckningar.                                                                                      | 11 mars–9 maj                                        |
| 1976 |           | Telefonen 100 år. Design och kommunikation.                                                                                         | 5 maj–27 juni                                        |
| 1976 | Onr.      | Sergel tecknar. | 20 maj–22 augusti                                    |
| 1976 | Onr.      | Svenskt silver i dag. | 1 juni–29 augusti                                    |
| 1976 |           | Goya. När förnuftet sover. | 16 juni–25 juli                                      |
| 1976 | 399       | Tre temperament i väv. Elisabeth Hasselberg-Olsson, Helena Hernmarck och Maria Thriller.                                            | 5 oktober–28 november                                |
| 1976 | 400       | Hur blir det med Blasieholmsleden? Utställning med anledning av en planerad billed över Blasieholmen.                               | 26 augusti–17 oktober                                |
| 1976 |           | Nationalmuseum. Byggnaden och dess historia. En utställning i samband med utgivandet av Nationalmusei årsbok 1976 med samma namn. 2 | 6 augusti–17 oktober                                 |
| 1976 | 401       | David Klöcker Ehrenstrahl. | 22 oktober                                           |
| 1976 | 402       | Internationell grafik. Ett urval grafiska blad av pristagarna vid Kraków-biennalen 1966–1976.                                       | 11 november–31 december                              |
| 1976 |           | Mera Rörstrand ur våra gömmor. | 15 december–                                         |
| 1976 |           | Gamla mästarteckningar. Fem års förvärv.                                                                                            | 19 december                                          |
| 1977 | 403       | Edgar Böckman – en keramisk pionjär.                                                                                                | 15 februari–27 mars                                  |
| 1977 |           | Nya teckningar 1977. | 21 april–28 augusti                                  |
| 1977 | 404       | Expressions suédoises. Argenterie et textiles contemporains. (Bruxelles).                                                           |                                                      |
| 1977 | 405       | Konsthantverkarna 25. | 3 maj–28 augusti                                     |
| 1977 |           | Rafael och nyantiken i Sverige. | 10 juni–14 augusti                                   |
| 1977 | 406       | Ragnvald Blix (1882–1958). | 1 september–16 oktober                               |
| 1977 | Onr.      | Aktuell engelsk keramik. (Ceramic form. Recent work by seven British potters).                                                      | 13 september–16 oktober                              |
| 1977 | 407       | Bokmålarens bildvärld. Handskriftsbilden under 700 år i faksimil. Nationalmusei vandringsutställning nr 70.                         | 15 september–23 oktober                              |
| 1977 | 408       | Rubens i Sverige. | 13 okt 1977–22 jan 1978                              |
| 1977 | 409       | Flintgods. 1700-talets mitt – 1820-talet.                                                                                           | 18 nov 1977–15 jan 1978                              |
| 1977 |           | Contre-épreuver, kalkeringar och avklappningar                                                                                      | 16 november–                                         |
| 1977 | Onr.      | Gustaviansk grafik från Nationalmuseum. Blekinge museum.                                                                            |                                                      |
| 1978 |           | Karl Isaksson (teckningar från tiden 1895–1920).                                                                                    | 9 februari–7 maj                                     |
| 1978 | Onr.      | Johannes Vermeer 1632-1674. Nederländerna under 1600-talet.                                                                         |                                                      |
| 1978 | 410       | Ivar Arosenius. | 23 februari–15 maj                                   |
| 1978 | 411       | Industridesign under 200 år. | 14 februari–16 april                                 |
| 1978 | 412       | Nicodemus Tessin d.y. | 27 maj–16 juni                                       |
| 1978 | 413       | Svenskt silver under 300 år. Arkitekturmuseum, Moskva.                                                                              |                                                      |
| 1978 | 414       | August Mannerheim - en kavaljers collage.                                                                                           | 1 juni–17 september                                  |
| 1978 |           | Honoré Daumier. |                                                      |
| 1978 | Onr.      | Lu Hsun – en förgrundsgestalt i kinesiskt kulturliv.                                                                                | 1 oktober–12 november                                |
| 1978 | 415       | Danskt silversmide 1978. Ruth Malinovski – vävnader.                                                                                | 31 oktober–10 december                               |
| 1978 |           | Sven Hedin. Teckningar. | 30 november 1978–18 mars 1979                        |
| 1978 |           | Konstnären och hans verk. Nationalmusei vandringsutställning nr 72.                                                                 |                                                      |
| 1979 | 417       | Serier för alla. Svenska serier och serietecknare.                                                                                  | 11 januari–18 mars                                   |
| 1979 | 418       | Från Rembrandt till Chagall. The Armand Hammer Collection.                                                                          | 20 februari–22 april                                 |
| 1979 | 419       | Stadsbarn. | 5 april–13 maj                                       |
| 1979 | 420       | Günter Grass, grafik. | 7 april–6 maj                                        |
| 1979 | Onr.      | Nationalmusei vandringsutställning i Kina.                                                                                          |                                                      |
| 1979 | 421       | Venetianska teckningar. | 15 maj–23 september                                  |
| 1979 | 422       | Bilden av barnet från medeltiden till 1900.                                                                                         | 22 maj–9 september                                   |
| 1979 | Onr.      | Den tyska expressionismens grafiska konst.                                                                                          | 20 september–4 november                              |
| 1979 |           | Venetianska teckningar, 1700-talet.                                                                                                 | 4 oktober–                                           |
| 1979 | 423       | 1700-tal. Tanke och form i rokokon.                                                                                                 | 5 oktober–                                           |
| 1979 | Onr.      | Författarporträtt från Finland. | 10–28 november                                       |
| 1979 | 424       | Pehr Hilleström. Nationalmusei vandringsutställning nr 76.                                                                          |                                                      |
| 1979 | 425       | Bilden av barnet. Nationalmusei vandringsutställning nr 77.                                                                         |                                                      |
| 1979 |           | Berndt Friberg, stengodsmästare. | 30 okt 1979–20 jan 1980                              |
| 1980 | 427       | Baltzar Cronstrand i Egypten 1836–37.                                                                                               | 15 januari–24 februari                               |
| 1980 | 428       | Dansk grafik. | 7 mars–13 april                                      |
| 1980 | 429       | Åke Holm – keramiker. | 18 mars–20 april                                     |
| 1980 |           | Bror Marklund. Gestalt i storm. | 20 mars–21 april                                     |
| 1980 | 430       | Goya. ”Spanien, Tiden och Historien”.                                                                                               | 27 mars–1 juni                                       |
| 1980 | 431       | Sami gåvat – samerna i konsten. Nationalmusei vandringsutställning nr 78.                                                           |                                                      |
| 1980 | 432       | Novellillustratörer. | 8 maj–15 juni                                        |
| 1980 | 433       | Stockholmsutställningen 1930. Ett apropå.                                                                                           | 13 maj–31 augusti                                    |
| 1980 |           | Magnus Gabriel De la Gardie (Läckö slott).                                                                                          | Sommaren 1980                                        |
| 1980 | 435       | Ryska målare 1850-1900. Från Ivanov till Vrubel.                                                                                    | 21 oktober–30 november                               |
| 1980 | 436       | Om måleriets historia. | Sommaren 1980                                        |
| 1980 |           | Albert Engström. Teckningar ur Moskoviter.                                                                                          | Sommaren 1980                                        |
| 1980 |           | Pehr Hilleström. | Sommaren 1980                                        |
| 1980 |           | J.F. Höckert, teckningar – satir och parodi.                                                                                        | Sommaren 1980                                        |
| 1980 | 437       | Bohus stickning. | 23 september–26 oktober                              |
| 1980 | 438       | Mumin. | 25 okt 1980–6 jan 1981                               |
| 1980 | 439       | Svenska 1600-talsteckningar. | 13 nov 1980–6 jan 1981                               |
| 1980 | 440       | Svenskt Jugendglas. | 9 dec 1980–1 mars 1981                               |
| 1980 | 441       | Romantiken i Dresden. Caspar David Friedrich och hans samtida.                                                                      | 26 dec 1980–22 mars 1981                             |
| 1981 |           | Teckningar av Ehrensvärd. Om en resa till Danmark 1796–1797.                                                                        | 23 januari–15 mars                                   |
| 1981 | Onr.      | Arthur Percy, keramiker. | 18 mars–20 april                                     |
| 1981 |           | Thor Fagerkvist. Teckningar och träsnitt.                                                                                           | 27 mars–31 maj                                       |
| 1981 | 442       | Målarinnor från Finland. | 9 april–8 juni                                       |
| 1981 | 443       | Samlat. Förvärv till konsthantverksavdelningen. 1978–1980.                                                                          | 8 april–30 augusti                                   |
| 1981 | 444       | Unga tecknare. | 2 april–13 maj                                       |
| 1981 |           | Nyförvärv. Teckning och grafik. | 12 juni–9 augusti                                    |
| 1981 |           | Goya: Los Desastres de la guerra. Amnesty International 20 år.                                                                      | 1–27 september                                       |
| 1981 | 445       | Magnus Gabriel De la Gardie II. Andlig prakt – folklig möda (Läckö).                                                                |                                                      |
| 1981 | 446       | Delacroix’ lejonjakter. | 2 oktober–6 december                                 |
| 1981 | 447       | Skivomslag. I samverkan med Aarhus konstmuseum.                                                                                     | 27 okt 1981–15 jan 1982                              |
| 1981 | 448       | Danskt 50-tal. Scandinavian design.                                                                                                 | 7 oktober–29 november                                |
| 1981 | 449       | Svenskt miniatyrmåleri. Teknik. | 15 oktober–10 november november 81 eller januari 82? |
| 1981 |           | Italiensk majolika. |                                                      |
| 1981 | 450       | Bauer. En konstnär och hans sagovärld.                                                                                              | 27 dec 1981–12 apr 1982                              |
| 1981 | 451       | Om John Bauer för smått folk. |                                                      |
| 1982 | 452       | Porslin från Sèvres. | 23 februari–25 april                                 |
| 1982 | 453       | Svenskt landskapsmåleri under 1800-talet. Nationalmusei vandringsutställning nr 81.                                                 | 11 februari–25 april                                 |
| 1982 | 454       | Tenn ur våra samlingar. Nationalmusei vandringsutställning nr 82.                                                                   | 25 maj–29 augusti                                    |
| 1982 |           | Franska 1700-talsteckningar. | 13 maj–5 september                                   |
| 1982 | 455       | På klassisk mark. Målare i Rom på 1780-talet.                                                                                       | 16 september–28 november                             |
| 1982 | 456       | Stig Lindberg – formgivare. Nationalmusei vandringsutställning nr 83.                                                               |                                                      |
| 1982 | 457       | Jiri Anderle. Grafik från 1967–1982.                                                                                                | 23 september–7 november                              |
| 1982 | 458       | Leonardo da Vinci. Himmel, jord, hav i Codex Hammer; Naturstudier från Royal Library, Windsor.                                      | 8 dec 1982–13 mars 1983                              |
| 1982 | 459       | Leonardo da Vinci. Naturstudier från Royal Library, Windsor Castle.                                                                 |                                                      |
| 1982 | 460       | Svenska 1700-talstecknare. |                                                      |
| 1982 | 461       | Leonardo da Vinci. (Petit journal).                                                                                                 |                                                      |
| 1982 | Onr.      | 1900-talets ismer. | 26 dec 1982–13 feb 1983                              |
| 1983 | 462       | Inne. 1933–1983. Svenska miljöer under 50 år.                                                                                       |                                                      |
| 1983 | 463       | Fyra franska visionärer (Hugo, Méryon, Bresdin, Redon).                                                                             | 24 mars–29 maj                                       |
| 1983 | 464       | Moshe Kupferman. Arbeten på papper.                                                                                                 | 19 februari–20 mars                                  |
| 1983 | 465       | Peter Weiss. Bilder på papper. | 14 april–15 maj                                      |
| 1983 | 466       | Susan Gröndals verkstad. Tygtryck.                                                                                                  |                                                      |
| 1983 | 467       | Svenskt silver i dag. |                                                      |
| 1983 |           | Nyförvärv. Teckning och grafik 1983.                                                                                                | 20 juni–18 september                                 |
| 1983 | 468       | Svenska Filmaffischer. | 27 maj–9 oktober                                     |
| 1983 | 469       | Edward Hald. Målare - konstindustripionjär.                                                                                         | 14 september–6 november                              |
| 1983 | 470       | Myter. | 7 nov 1983–8 jan 1984                                |
| 1983 | 471       | Myter. En kort vägledning. |                                                      |
| 1983 | 472       | Boken som konst. | 10 nov 1983–29 jan 1984                              |
| 1983 | 473       | Svenskt glas ’83. Prisbelönt design.                                                                                                | 23 nov 1983–8 jan 1984                               |
| 1984 | Onr.      | Från grafikernas verkstad. Provtryck från fyra århundraden.                                                                         | 1 mars –15 april                                     |
| 1984 | 474       | J.M.W. Turner. Akvareller, målningar, grafik.                                                                                       | 10 februari–6 maj                                    |
| 1984 | 475       | Fyra fria. Svenskt studioglas. | 15 februari–18 mars                                  |
| 1984 | 476       | Astrid Sampe – svensk industritextil.                                                                                               | 29 februari–23 april                                 |
| 1984 | 477       | Watteau i Nationalmuseum. | 3 maj–2 september                                    |
| 1984 | 478       | Richard Hamilton. Grafik 1953–1981                                                                                                  | 10 maj–17 juni                                       |
| 1984 | 479       | Nittonhundratalets ”ismer”. Nationalmusei vandringsutställning nr 85.                                                               |                                                      |
| 1984 | 480       | Brueghels tid. Nederländsk konst 1540–1628.                                                                                         | 21 sept 1984–6 jan 1985                              |
| 1984 | Onr.      | Dora Jung 1906–1980. Textil från Finland.                                                                                           | 17 okt 1984–6 jan 1985                               |
| 1984 |           | Svenska tecknare under 1800-talet.                                                                                                  | 18 oktober–25 november                               |
| 1984 | Onr.      | Gertrud Wasegaard. Keramiske arbejder 1930–1984.                                                                                    | 14 nov 1984–6 jan 1985                               |
| 1984 | Onr.      | Aron Andersson Collection. (Nationalmusei skriftserie NS 3) – a donation of the 18th Century porcelain.                             | 28 nov 1984–3 mars 1985                              |
| 1984 | 481       | Sven Ljungberg som bokillustratör.                                                                                                  | 5 dec 1984–10 feb 1985                               |
| 1984 | 482       | Carl Fredrik Reuterswärd. Making Faces.                                                                                             | 26 dec 1984–25 feb 1985                              |
| 1984 | 483       | Myter. Nationalmusei vandringsutställning nr 84.                                                                                    |                                                      |

## 1985–1994
| År   | Katalognr | Utställningstitel                                                                             | Utställningsperiod                 |
| ---- | --------- | --------------------------------------------------------------------------------------------- | ---------------------------------- |
| 1985 | 484       | Manet i närbild.                                                                              | 7 februari–12 maj                  |
| 1985 | 485       | Konstnärsbröderna von Wright.                                                                 |                                    |
| 1985 | 486       | Avdelningen för konsthantverk 100 år.                                                         | 2 mars–6 januari 1986fel i källan? |
| 1985 |           | Nyförvärv 1983 och 1984.                                                                      | 25 april–18 augusti                |
| 1985 | 487       | 1880-talet i nordiskt måleri.                                                                 | 25 okt 1985–6 jan 1986             |
| 1985 | 488       | Pilo i Danmark.                                                                               | 6 september–3 november             |
| 1985 |           | Kungliga porträtt.                                                                            | 6 september–17 november            |
| 1985 |           | Gunnar Asplund som möbelarkitekt.                                                             | 22 september–1 december            |
| 1985 |           | Carpet fragments (mattfragment från Egypten).                                                 | 12 nov 1985–6 jan 1986             |
| 1985 |           | Cornelius Loos. Teckningar från en expedition till Främre Orienten 1710–1711.                 | 12 nov 1985–2 mars 1986            |
| 1985 |           | Svenska 1900-talstecknare.                                                                    | 3 dec 1985–2 mars 1986             |
| 1985 |           | Mitt julbröd.                                                                                 | 30 november–23 december            |
| 1986 | 489       | The Lunning Prize.                                                                            |                                    |
| 1986 | 490       | Kung Sol i Sverige.                                                                           | 11 mars–19 maj                     |
| 1986 |           | Franska teckningar från 1800-talet.                                                           | 25 mars–20 april                   |
| 1986 | 491       | Ottilia Adelborg.                                                                             | 1 april–1 juni                     |
| 1986 |           | Nationalmusei Vänner 75 år. Gåvor 1961–1986 (Nationalmusei skriftserie NS 8).                 | 15 april–19 maj                    |
| 1986 |           | Torsten Billman.                                                                              | 17 juni–10 augusti                 |
| 1986 | 492       | Jobs keramik och textil.                                                                      | 10 maj–17 augusti                  |
| 1986 | 493       | En ny värld – amerikanskt landskapsmåleri 1830-1900.                                          | 19 september–23 november           |
| 1986 | 494       | Anden i flaskan – att återerövra ett språk.                                                   | 30 augusti–5 oktober               |
| 1986 |           | Skandinavisk design – The Lunning Prize                                                       | 3 september–2 november             |
| 1986 | 495       | 1880-tal. Nationalmusei vandringsutställning nr 88.                                           |                                    |
| 1986 | 496       | Svenska reklamaffischer.                                                                      |                                    |
| 1987 |           | Från Dürer till Delacroix – mästarteckningar (utställning tidigare visad i USA).              | 20 januari–8 mars                  |
| 1987 |           | Coca-Cola 1886–1986. Designing a megabrand.                                                   | 28 januari–1 mars                  |
| 1987 | 497       | Tizian och Rubens Backanaler.                                                                 | 18 mars–15 maj                     |
| 1987 | 498       | Axel Fridell.                                                                                 | 24 april–23 augusti                |
| 1987 | 499       | British Design. 1851–1987. Konstindustri och design.                                          | 8 april–31 maj                     |
| 1987 | 500       | Sverige – Finland under 800 år.                                                               | 30 maj–30 augusti                  |
| 1987 |           | Svenskt 1980-tal – konsthantverk.                                                             | juni–30 augusti                    |
| 1987 | 501       | Svenskt glas 1915–1960.                                                                       | 23 september–15 november           |
| 1987 | 502       | Hemma i konsten. Nationalmusei vandringsutställning nr 90.                                    | 16 okt 1987–10 jan 1988            |
| 1987 | 503       | Boken och konstnären. Bonniers förlag 150 år.                                                 | 23 okt 1987–6 jan 1988             |
| 1987 | 504       | Gyllene böcker. Nyförvärv och nyupptäckter.                                                   | 15 dec 1987–6 mars 1988            |
| 1987 |           | Fem svenska keramiker.                                                                        | 19 dec 1987–6 jan 1988             |
| 1987 |           | Julgran och julkrubba.                                                                        | 20 dec 1987–6 jan 1988             |
| 1988 | 505       | Karl Axel Pehrson. Avtäckning.                                                                |                                    |
| 1988 | 506       | Poussin och hans tid.                                                                         | 26 februari–30 april               |
| 1988 | 507       | Enkelhetens triumf. Svenskt silver under 350 år.                                              | 4 okt 1988–8 jan 1989              |
| 1988 | 508       | Nordiska tecknare. Torsten Svedfelts gåva.                                                    | 25 mars–17 april                   |
| 1988 | 509       | Lennart Rodhe (teckningar). Nationalmusei vandringsutställning nr 91.                         | 16 april–5 juni                    |
| 1988 |           | Nyförvärv, teckningar och grafik.                                                             | 27 maj–21 augusti                  |
| 1988 | Onr.      | Carl Malmsten 100 år.                                                                         | 4 juni–28 augusti                  |
| 1988 |           | Masterpieces from Gripsholm Castle: The Swedish National portrait collection.                 |                                    |
| 1988 | 510       | Cranach och den tyska renässansen.                                                            | 29 september–20 november           |
| 1988 |           | Nordiska grafikunionen.                                                                       | 13 oktober–30 november             |
| 1988 | 511       | Konstnären på scen.                                                                           | 28 okt 1988–8 jan 1989             |
| 1988 |           | Ernst Josephson - andeprotokollen från Bréhat 1888. Nationalmusei vandringsutställning nr 93. | 8 dec 1988–8 jan 1989              |
| 1988 | 512       | Mariabilder. Nationalmusei vandringsutställning nr 92.                                        | 9 dec 1988–27 mars 1989            |
| 1988 | 513       | Den ryska ikonen ettusen år.                                                                  | 16 dec 1988–27 mars 1989           |
| 1988 |           | Julgran och julkrubba.                                                                        | 20 dec 1988–8 jan 1989             |
| 1989 | 514       | Grödingegruppen.                                                                              | 19 januari–26 februari             |
| 1989 | 515       | Från revolution till nya uttryck. Svensk industridesign 1968–1988.                            | 31 januari–16 april                |
| 1989 | 516       | IX-gruppen.                                                                                   | 18 mars–7 maj                      |
| 1989 | 517       | Konstnärens val (Svenrobert Lundquist).                                                       | 1 februari–16 april                |
| 1989 |           | Barnteckningar.                                                                               | 24 februari–30 april               |
| 1989 | 518       | Selma Lagerlöf och bildkonsten.                                                               | 25 april–3 september               |
| 1989 | 519       | 1900-talets Utopia.                                                                           | 25 maj–27 augusti                  |
| 1989 | 520       | Wilhelm Kåge – keramisk artist.                                                               | 16 maj–10 september                |
| 1989 | 521       | Latinamerikansk konst 1830-1970. Jord och frihet.                                             | 17 september–19 november           |
| 1989 |           | Ewen Henderson. En miniutställning.                                                           | 3 oktober–5 november               |
| 1989 | 522       | Lubok, ryska skillingtryck.                                                                   | 26 oktober–17 december             |
| 1989 | 523       | Elsa Gullberg – textil pionjär.                                                               | 17 okt 1989–28 jan 1990            |
| 1989 | 524       | Marie-Antoinette. Porträtt av en drottning.                                                   | 5 okt 1989–7 jan 1990              |
| 1989 |           | Alison Britton. En miniutställning.                                                           | 5 dec 1989–7 jan 1990              |
| 1990 | 525       | Venetianska teckningar från École des Beaux-Arts, Paris.                                      | 26 januari–25 mars                 |
| 1990 | 526       | Målningar av Pietro Longhi från Palazzo Leoni Montanari i Vicenza.                            | 26 januari–25 mars                 |
| 1990 | 527       | Venetianskt måleri i Nationalmuseum och Stockholms universitets konstsamling.                 |                                    |
| 1990 |           | Engelsk keramik – Richard Slee.                                                               | 13 februari–4 mars                 |
| 1990 | 528       | Holger Bergman.                                                                               | 15 februari–25 mars                |
| 1990 | 529       | Alfred Kubin – Börje Veslen.                                                                  | 5 april–27 maj                     |
| 1990 | 530       | Vår grafiska miljö.                                                                           | 14 mars–27 maj                     |
| 1990 |           | Engelsk keramik – Janice Tchalenko.                                                           | 17 april–6 maj                     |
| 1990 | 531       | Från svenska sagor till amerikansk fantasi – Gustaf Tenggrens illustrationer 1920–1970.       | 14 juni–26 augusti                 |
| 1990 | 532       | (Johan Tobias) Sergel. Utställningens namn: Sergel–Füssli.                                    | 4 okt 1990–6 jan 1991              |
| 1990 | 533       | (Heinrich) Füssli. Utställningens namn: Sergel–Füssli.                                        | 4 okt 1990–6 jan 1991              |
| 1990 | 534       | Baltisk grafik.                                                                               | 5 juli–26 augusti                  |
| 1990 | 535       | Siri Derkert: Fogelstadskvinnor. En porträttutställning i Gripsholm slott.                    |                                    |
| 1990 | 536       | Damast på bordet.                                                                             | 19 september–25 november           |
| 1990 | 537       | Endre Nemes – grafik.                                                                         | 24 nov 1990–13 jan 1991            |
| 1990 | 538       | Dosor, dosor, dosor.                                                                          | 26 nov 1990–1 apr 1991             |
| 1991 | 539       | I konstnärens ateljé. Nationalmusei vandringsutställning nr 96.                               | 8 februari–7 april                 |
| 1991 | 540       | Gösta Kriland (1917–1989).                                                                    | 21 februari–7 april                |
| 1991 | 541       | 25 + 1 år DANSK industri DESIGN.                                                              | 24 april–23 juni                   |
| 1991 | 542       | En hovmans fåfänga. Gustaf Adolf Reuterholm. (Gripsholms slott).                              |                                    |
| 1991 | 543       | Poetisk inspiration – sex ryska konstnärer kring boken.                                       | 16 maj–11 augusti                  |
| 1991 | 544       | Arvid Fougstedt och Erik Wessel-Fougstedt.                                                    |                                    |
| 1991 | 545       | Hovmålaren Patersons återkomst.                                                               | 27 juni–1 september                |
| 1991 |           | Tittskåp – Dioramas.                                                                          | 10–29 september                    |
| 1991 | 546       | Giovanni Bellini.                                                                             |                                    |
| 1991 | 547       | Zorn och Sorolla.                                                                             | 7 nov 1991–6 jan 1992              |
| 1992 | 548       | Carl Larsson.                                                                                 | 7 februari–10 maj                  |
| 1992 | 549       | Rafaels teckningar.                                                                           | 10 april–8 juni                    |
| 1992 |           | Japanned Ware utility objects from the Empire Period.                                         | 13 maj–1 november                  |
| 1992 | 550       | Louis Jean Desprez.                                                                           | 4 juni–4 oktober                   |
| 1992 |           | Öppnandet av Gustav III:s antikmuseum.                                                        | 28 juni                            |
| 1992 | 551       | Affischer från Nationalmuseum.                                                                | 28 juni 1992–6 jan 1993            |
| 1992 |           | Bicentenary Dontations.                                                                       | 28 juni 1992–6 jan 1993            |
| 1992 | 552       | Rembrandt och hans tid.                                                                       | 2 okt 1992–10 jan 1993             |
| 1992 |           | Grafiska verk av Rembrandt.                                                                   | 2 okt 1992–10 jan 1993             |
| 1992 | 553       | Gustav III. Utställning på Gripsholm.                                                         |                                    |
| 1992 | 554       | Empiren i Sverige.                                                                            | 15 okt 1991–15 okt 1992            |
| 1992 | 555       | Målad plåt. Bruksvara från Empiren.                                                           | 27 mars- 15 oktober                |
| 1992 | 556       | Vår moderna bilderbok. Barnboken i Sverige 400 år.                                            | 12 sept 1991–1 dec 1992            |
| 1992 | 557       | Eddie Figge.                                                                                  | 20 nov 1992–3 jan 1993             |
| 1992 | 558       | Efter plugget. Kamratposten 100 år.                                                           | 12 dec 1992–17 jan 1993            |
| 1993 | 559       | Möbler. Bruno Mathson.                                                                        | 27 januari–28 mars                 |
| 1993 | 560       | Möbler. Erik Chambert.                                                                        |                                    |
| 1993 | 561       | Möbler. John Kandell.                                                                         |                                    |
| 1993 | 562       | Möbler. Jonas Bohlin.                                                                         |                                    |
| 1993 |           | Munch and Carrière. Two Symbolist Printmakers.                                                | 29 januari–12 april                |
| 1993 |           | Focus on the Colletions: Our Pictoral Memories of 19th century Sweden.                        | 21 feb 1993–9 jan 1994             |
| 1993 |           | Björn Brusewitz – Night Approaches.                                                           | 11 mars–18 april                   |
| 1993 | 563       | Kungens hästar.                                                                               |                                    |
| 1993 | 564       | Silver till nytta och lust.                                                                   | 21 april–31 maj                    |
| 1993 |           | The Bellinga Collection.                                                                      | 27 maj–24 juni                     |
| 1993 |           | New Acquisitions, Drawings and Prints.                                                        | 6 juli–8 augusti                   |
| 1993 | 565       | Sublima små stunder. Gustav III:s Antikmuseum.                                                |                                    |
| 1993 | 566       | Krafft, Hall, Pilo, Rehn och Roslin.                                                          |                                    |
| 1993 | 567       | Wilfredo Lam – grafik.                                                                        | 26 augusti–3 oktober               |
| 1993 | 568       | Solen och Nordstjärnan.                                                                       | 1 okt 1993–9 jan 1994              |
| 1993 |           | Svensk bokkonst 1992.                                                                         | 17 november–19 december            |
| 1994 | 569       | Inbillning och dröm. Fransk symbolism.                                                        | 3 mars–24 april                    |
| 1994 | 570       | Carl Fredrik Reuterswärd. On the Other Hand.                                                  | 22 januari–6 mars                  |
| 1994 | 571       | Nordiska Profiler.                                                                            | 8 mars–30 april                    |
| 1994 |           | Liv Derkert. Nationalmusei vandringsutställning nr 105.                                       | 17 mars–8 maj                      |
| 1994 |           | Carl Larsson. The Painter of Swedish Life. Nationalmusei vandringsutställning.                | 23 april–25 september              |
| 1994 | 572       | Karl Erik Forsberg. Med bokstaven under 7 decennier.                                          | 29 maj–28 augusti                  |
| 1994 |           | Publicister mot väggen. Publicistklubben 120 år 1874–1994. Gripsholms slott.                  | sommaren 1994                      |
| 1994 |           | Det Gustavianska Nynäs. Nynäs.                                                                | sommaren 1994, 1995                |
| 1994 | 573       | Goya.                                                                                         | 7 okt 1994–10 jan 1995             |
| 1994 | 574       | August Strindberg som målare och kritiker. Ett urval.                                         | 4-9 september                      |
| 1994 | 575       | Sörby i teori och praktik.                                                                    | maj-september 1994                 |
| 1994 | 576       | Shakespeare – då och nu.                                                                      | 10 september–27 november           |
| 1994 | 577       | Erik Flemming. Silver från Atelier Borgila.                                                   | 16 nov 1994–22 jan 1995            |
| 1994 | 578       | Taktilt – inte se men röra. Nationalmusei vandringsutställning nr 106.                        | 8 dec 1994–29 jan 1995             |

## 1995–2004
| År   | Katalognr | Utställningstitel                                                                | Utställningsperiod          |
| ---- | --------- | -------------------------------------------------------------------------------- | --------------------------- |
| 1995 | 579       | Max Walter Svanberg – minnesutställning.                                         | 4 februari–26 mars          |
| 1995 |           | Olle Bonniér – teckningar.                                                       | 11 februari–26 mars         |
| 1995 | 580       | Stilleben.                                                                       | 16 februari–14 maj          |
| 1995 | 581       | 60 år Svensk Bokkonst.                                                           | 1 februari–23 april         |
| 1995 | 582       | Drottning i fiendeland – Ulrika Eleonora d.ä. 1656-1693. Strömsholms slott.      | 20 maj–27 augusti           |
| 1995 |           | Eld. Leufsta.                                                                    | 31 maj–13 augusti           |
| 1995 | 583       | Unga tecknare.                                                                   | 7 april–28 maj              |
| 1995 |           | Glas från 1900-talet.                                                            | 31 maj–3 september          |
| 1995 | 584       | Mästerverk från Spökslottet. Den bergska samlingen.                              | 2 juni–24 september         |
| 1995 |           | Leijonhufvuden – En porträttutställning. Gripsholm.                              | 10 juni–30 september        |
| 1995 | 585       | Nordiskt sekelskifte.                                                            | 20 okt 1995–7 jan 1996      |
| 1995 | 586       | Bilden mitt på sidan – karikatyrer av André Gill (1840–1885).                    | 13 juni–27 augusti          |
| 1995 |           | Romantik och realism. Nationalmusei vandringsutställning nr 99.                  | 18 juni–26 november         |
| 1995 |           | Vad händer på slottet? Byggnadshytta och porträttgalleri. Mälsåker.              | 8 juli–6 augusti            |
| 1995 |           | Elsa Beskow.                                                                     | 11 augusti–15 oktober       |
| 1995 |           | Samlingarna i fokus – Dialog.                                                    | september 1995              |
| 1995 | 587       | Egron Lundgren – en målares anteckningar.                                        | 23 september–19 november    |
| 1995 | 588       | Carl Gustaf Tessin och porträttkonsten.                                          | 5 sept 1994–7 jan 1995      |
| 1995 | 589       | Klädd och oklädd. (Utställning 1996). Nationalmusei vandringsutställning nr 108. | 16 feb 1995–19 maj 1996     |
| 1995 | 590       | Dansk keramik från 1900-talet.                                                   | 8 nov 1995–31 mars 1996     |
| 1995 |           | Svensk Bokkonst 1994.                                                            | 6 dec 1995–14 jan 1996      |
| 1996 | 591       | Mellan himmel och helvete.                                                       | 20 januari–31 mars          |
| 1996 |           | Vallonerna. Leufsta.                                                             | 29 april–1 september        |
| 1996 |           | Scandinavian Design – 1950-talet ur samlingarna.                                 | 7 maj–15 september          |
| 1996 |           | Romantik och realism.                                                            | 1 juni–8 september          |
| 1996 |           | Form från 1980-1990-talet – markörer av förändring.                              | 4 juni–4 augusti            |
| 1996 |           | Samlingarna i fokus – nordiskt måleri.                                           | 8 juni–september            |
| 1996 |           | Anonyma män på Gripsholm – ett möte med Statens Porträttsamling. Gripsholm.      | 8 juni–25 augusti           |
| 1996 |           | I livets skiften. Gripsholm.                                                     | 8 juni–25 augusti           |
| 1996 | 592       | Sörby – i teori och praktik. Nationalmusei vandringsutställning nr 107.          |                             |
| 1996 | 593       | Jenny Nyström. Målaren och illustratören.                                        | 10 okt 1996–19 juli 1997    |
| 1996 | 594       | Främlingen – dröm eller hot. Nationalmusei vandringsutställning nr 109.          | 13 september–8 december     |
| 1996 | 595       | Reternity.                                                                       | 6 nov 1996–2 mars 1997      |
| 1996 | 596       | Chambers & Adelcrantz. (Utställning 1997).                                       | 21 feb 1997–20 apr 1997     |
| 1996 |           | Svensk Bokkonst 1995.                                                            | 3 dec 1996–19 jan 1997      |
| 1997 | 597       | Törnrosmadonnan och andra mästerverk från Utrecht.                               | 7 februari–11 maj           |
| 1997 |           | Unga tecknare.                                                                   | 12 april–8 juni             |
| 1997 |           | Bananer och dödskallar – en miniutställning.                                     | 12 april–31 augusti         |
| 1997 |           | 1897. Förvärv från Stockholmsutställningen.                                      | 16 maj–7 september          |
| 1997 |           | Moderna Museet gästar Gripsholms slott.                                          | 7 juni–31 augusti           |
| 1997 | 598       | Carl Fabergé – tsarens guldsmed.                                                 | 6 juni–19 oktober           |
| 1997 | 599       | Skandinavien och Tyskland 1800–1914. Möten och vänskapsband. (Utställning 1998)  | 27 feb 1998–24 maj 1998     |
| 1997 | 600       | Unga tecknare.                                                                   |                             |
| 1997 | 601       | Ferdinand Boberg.                                                                |                             |
| 1997 | 602       | Cézanne i blickpunkten                                                           | 17 okt 1997–11 jan 1998     |
| 1997 | 603       | Carl August Ehrenswärd – Tecknaren och arkitekten.                               | 5 september–7 december      |
| 1997 | 604       | Illuminationer – bildpoesi av Susan Weil.                                        | 19 september–16 november    |
| 1997 |           | Minnesutställning Helena Dahlbäck Lutteman 1944–1997.                            | 30 sept 1997–31 jan 1998    |
| 1997 | 605       | Konstfrämjandet 50 år.                                                           | 28 nov 1997–1 mars 1998     |
| 1997 | 606       | Design Sigvard Bernadotte.                                                       | 5 dec 1997–15 mars 1998     |
| 1998 | 607       | Staden – skön vision eller skräckscenario.                                       | 16 maj–11 oktober           |
| 1998 |           | Till lands och till sjöss. Akvareller och teckningar av Johan Christian Berger.  | 7 mars–3 maj                |
| 1998 | 608       | Orrefors 100 år.                                                                 | 29 maj–11 oktober           |
| 1998 |           | Barockens bostad på Läckö slott.                                                 | 13 juni–23 augusti          |
| 1998 | 609       | 20 års nunor – nyförvärv till Statens porträttsamling 1978–98.                   | maj–oktober 98              |
| 1998 | 610       | Katarina den stora & Gustav III.                                                 | 9 okt 1998–28 feb 1999      |
| 1998 | 611       | Grafik – teknik eller konst? Mästargrafik ur Nationalmuseums samlingar.          | 22 okt 1998–31 jan 1999     |
| 1998 |           | Romerska teckningar.                                                             | 15 okt 1998–10 jan 1999     |
| 1998 |           | Utmärkt Svensk Form och Formklassiker.                                           | 19 nov 1998–24 jan 1999     |
| 1999 |           | Romerska mästarteckningar.                                                       | 26 februari–9 maj           |
| 1999 | 612       | Adrian de Vries. Kejserlig skulptör.                                             | 16 april–29 augusti         |
| 1999 | 613       | Gustave Courbet. En revoltör lanserar sitt verk.                                 | 25 mars–30 maj              |
| 1999 |           | Katarina den stora & Gustav III på Erimitaget, S:t Petersburg.                   | 28 april–12 september       |
| 1999 | 614       | Erik Dietman – Fulla glas (Jag tycker om glas med innehåll).                     | 7 maj–22 augusti            |
| 1999 |           | Från Sergel till Elsa Beskow – nyförvärv av teckningar och grafik.               | 22 maj–29 augusti           |
| 1999 |           | 1799 års män – Gustav och Oscar. Gripsholm.                                      | 5 juni–26 september         |
| 1999 |           | Stilleben och fortsättningen på nymöbleringen av Läckö slott. Läckö slott.       | 12 juni–22 augusti          |
| 1999 |           | Från Alhambra till Taj Mahal – resor med öppna ögon.                             | 10 september–14 november    |
| 1999 | 615       | Carl Fredrik Hill.                                                               | 1 okt 1999–16 jan 2000      |
| 1999 |           | Festligheter, illuminationer och fyrverkerier.                                   | 3 dec 1999–27 feb 2000      |
| 1999 | 640       | Den moderna formen 19002000.                                                     | Öppningsdag 8 december 1999 |
| 1999 |           | Alexander Lervik. Tio pallar – Tio årtionden.                                    | 9 dec 1999–20 feb 2000      |
| 2000 | 616       | Vilhelm Hammershøi. Ljusets och stillhetens målare.                              | 17 februari–7 maj           |
| 2000 | 617       | Århundradenas konstverk. Fem sekler, fem konstnärer, fem val.                    | 26 dec 1999–16 apr 2000     |
| 2000 |           | Samling S. Från Delacroix till Picasso.                                          | 4 februari–9 april          |
| 2000 | 619       | Sköna juveler – smycken från åtta sekler.                                        | 9 juni–15 oktober           |
| 2000 | 620       | Förvärv ur Bengt Julins fond – konsthantverk och design.                         | 16 juni–10 december         |
| 2000 | 621       | Galenpannan. Gripsholm.                                                          | 27 maj–10 september         |
| 2000 |           | Döda kungar och återupplivade rävar.                                             | 9 juni–15 oktober           |
| 2000 |           | Carl Hårleman 300 år.                                                            | 16 juni–10 september        |
| 2000 |           | C.F. Reuterswärds installation Kilroy visas. Kilroy II.                          | 8 september–20 november     |
| 2000 | 622       | ÄTbART. Ögats och bordets fröjder.                                               | 28 sept 2000–7 jan 2001     |
| 2000 |           | Himmel och pannkaka – mat i barnboksillustrationer.                              | 28 sept 2000–4 mars 2001    |
| 2000 |           | Musiken i konsten.                                                               | 27 okt 2000–11 feb 2001     |
| 2000 |           | Mumieporträtt – en dold skatt i Nationamusei samlingar.                          | 30 nov 2000–11 mars 2001    |
| 2000 |           | Textil och Silver. Svenskt konsthantverk 1950–2000.                              | 6 dec 2000–6 jan 2002       |
| 2001 | 624       | Strindberg. Målaren och fotografen.                                              | 8 februari–13 maj           |
| 2001 |           | Pia Törnell – Rörstrand 275 år.                                                  | 2 mars–1 april              |
| 2001 | 623       | Renässansteckningar från Florens.                                                | 23 mars–10 juni             |
| 2001 | 625       | 10-gruppen 30 år.                                                                | 29 mars–12 augusti          |
| 2001 |           | Monster och mönster.                                                             | 29 mars–12 augusti          |
| 2001 |           | Unga konsthantverkare.                                                           | 20 april–27 maj             |
| 2001 |           | Barockens prakt på Läckö slott. (Kållandsö, Lidköping)                           | 10 juni–26 augusti          |
| 2001 | 611       | Grafik – teknik eller konst? Mästargrafik ur Nationalmuseums samlingar.          | 2 juli–2 september          |
| 2001 |           | Provokationer. Konsthantverk från 70-talet.                                      | 14 september–25 november    |
| 2001 | 626       | Ansikte mot ansikte. Porträtt från fem sekel.                                    | 4 okt 2001–27 jan 2002      |
| 2002 |           | Till minne av Astrid Lindgren.                                                   | 5 februari–2 juni           |
| 2002 | 627       | Identitet – om varumärken, tecken och symboler.                                  | 21 februari–11 augusti      |
| 2002 | 628       | Elsa Beskow – vår barndoms bildskatt.                                            | 14 mars–26 maj              |
| 2002 | NS 17     | Konst kräver rum.                                                                | 11 apr 2002–16 feb 2003     |
| 2002 |           | Unga konsthantverkare.                                                           | 25 april–26 maj             |
| 2002 | 630       | Inne på Gripsholm. En sommarutställning på Gripsholms slott.                     | 1 juni–30 september         |
| 2002 |           | Silverskatter från svensk stormaktstid. En sommarutställning på Läckö slott.     | 8 juni–25 augusti           |
| 2002 |           | Tessin – arkitektur och makt i Stockholm och Europa.                             | 20 sept 2002–6 jan 2003     |
| 2002 | 629       | Impressionismen och Norden.                                                      | 27 sept 2002–12 jan 2003    |
| 2002 |           | Med pensel duk och spegel (vandringsutställning)                                 | 15 dec 2002–14 dec 2003     |
| 2003 | 631       | Från El Greco till Dalí. Dialog med spanskt måleri                               | 27 februari–18 maj          |
| 2003 | 632       | Från svans till snabel. En utställning om djur i konsten.                        | 21 mars 2003–11 jan 2004    |
| 2003 |           | What if I was a rat                                                              | 21 mars–10 augusti          |
| 2003 |           | Fönster mot himlen - ikoner ur Nationalmuseums samling                           | 27 mars 2003–29 feb 2004    |
| 2003 |           | Gustavsberg - porslin för folket (Nationalmusei årsbok no. 49)                   | 5 juni–21 september         |
| 2003 |           | Jakten. Konstnärens motiv - jägarens mål                                         | 4 juni–24 augusti           |
| 2003 |           | Människa, myt och landskap. Svensk konst från 1800-talet                         | 4 sept 2003–11 jan 2004     |
| 2003 |           | Formen i Sverige 1500-1740                                                       | öppningsdag 29 augusti      |
| 2003 |           | Känn på den här                                                                  | 29 augusti–16 november      |
| 2003 |           | Museer för alla i norden                                                         | 19 september–12 oktober     |
| 2003 |           | Unga konsthantverkare                                                            | 1–12 oktober                |
| 2003 |           | Drömmuseet - Framtidens Nationalmuseum                                           | 23 okt 2003–11 jan 2004     |
| 2003 |           | Christina di Svezia. Le Collezioni reali. (Sverige och Europa 1632-1792)         | 31 okt 2003–15 jan 2004     |
| 2003 | 633       | Silver. Makt och prakt i barockens Sverige                                       | 13 nov 2003–29 feb 2004     |
| 2003 |           | Nutida svenskt silver                                                            | 20 nov 2003–29 feb 2004     |
| 2003 |           | Ateljéns konstskolor ställer ut                                                  | 29 nov 2003–8 feb 2004      |
| 2004 | 634       | Falskt & Äkta                                                                    | 26 februari–23 maj          |
| 2004 |           | Mitt original - din kopia                                                        | 26 februari–23 maj          |
| 2004 | 636       | Sergel och hans romerska krets                                                   | 13 maj–29 augusti           |
| 2004 |           | Från topp till tå. Lyx och nödvändighet. Sommarutställning Läckö                 | 5 juni–29 augusti           |
| 2004 |           | Amor+Psyke = sant                                                                | 8 juni–31 oktober           |
| 2004 |           | Rom i svart och vitt                                                             | 2 september–28 november     |
| 2004 | 637       | Drömmen om Italien                                                               | 14 okt 2004–16 jan 2005     |
| 2004 | 638       | Oblåst glas                                                                      | 21 okt 2004–6 feb 2005      |
| 2004 | 639       | Se upp! Om bildförståelse och visuell kommunikation                              | 18 nov 2004–13 mars 2005    |
| 2004 | 641       | Emil möter Teskedsgumman                                                         | 15 dec 2004–22 maj 2005     |

## 2005–2014
| År   | Katalognr | Utställningstitel | Utställningsperiod           |
| ---- | --------- | --- | ---------------------------- |
| 2005 |           | Craft in dialogue 6: Ineke Hans, Holland                                                                                           | 1 feb 2005–29 jan 2006       |
| 2005 |           | Craft in dialogue 6: Norman Weber, Tyskland                                                                                        | 5 april–29 maj               |
| 2005 |           | Craft in dialogue 6: Emma Woffenden, England                                                                                       | 31 maj–31 juli               |
| 2005 |           | Craft in dialogue 6: Sigurd Broger, Norge                                                                                          | 2 augusti–25 september       |
| 2005 |           | Craft in dialogue 6: Maria van Kesteren, Holland                                                                                   | 27 september                 |
| 2005 |           | Craft in dialogue 6: Anne Tophøj, Danmark                                                                                          | 29 nov 2005–29 jan 2006      |
| 2005 | 642       | Kroppen Konst och vetenskap | 3 mars–22 maj                |
| 2005 |           | Navelskåderi | 3–22 mars                    |
| 2005 | 643       | Konceptdesign | 28 april–2 oktober           |
| 2005 |           | Samlingarna i fokus: Jan Håfström och Carl Gustaf Pilo                                                                             | 7 april–25 september         |
| 2005 |           | Unga konsthantverkare - glas | 12–24 april                  |
| 2005 |           | Samlingarna i fokus: Zorns män | 9 juni 2005–26 feb 2006      |
| 2005 |           | Den gudomliga. Greta Garbo 100 år. Gripsholm                                                                                       | 4 juni–30 septembre          |
| 2005 |           | 1700-tal. Carl Gustaf Tessin på Läckö                                                                                              | 4 juni–28 augusti            |
| 2005 | 645       | Holländsk guldålder. Rembrandt, Frans Hals och deras samtida                                                                       | 22 sept 2005–8 jan 2006      |
| 2005 |           | Fashion Futures | 12 okt 2005–30 okt 2006      |
| 2005 |           | Ateljéns konstskola ställer ut | 7 juni–11 september          |
| 2005 |           | Carl Larsson, Bergen | 1 september–30 oktober       |
| 2005 |           | Carl Larsson, München | 17 nov 2005–5 feb 2006       |
| 2005 |           | Varsågod och sitt | 8–30 september               |
| 2005 |           | Tiden är... ingenting | 22 september–12 december     |
| 2005 |           | Garbo möter Bergman | 1 dec 2005–29 feb 2006       |
| 2005 |           | Svenska modernister i Paris | 1 dec 2005–29 feb 2006       |
| 2006 | 646       | Naturens spegel. Nordiskt landskapsmåleri 1840–1910                                                                                | 30 sept 2006–14 jan 2007     |
| 2006 | 647       | Konstnärspar kring sekelskiftet 1900                                                                                               | 2 mars–14 maj                |
| 2006 | 648       | Sverige i tio skepnader | 16 nov 2005–26 feb 2006      |
| 2006 |           | Unga konsthantverkare 2006 | 25 april–7 maj               |
| 2006 | 649       | Stig Lindberg | 11 maj–25 februari           |
| 2006 |           | Jakt och kamp. Teman i Bruno Liljefors konst                                                                                       | 11 maj–1 oktober             |
| 2006 |           | Utställning på Gripsholms slott: Kungar i svart och vitt                                                                           | 3 juni–15 september          |
| 2006 |           | Skattkammaren på Läckö – lyxföremål från svensk stormaktstid                                                                       | 11 juni–27 september         |
| 2006 |           | Nationalmuseum i Tensta konsthall: Jihani Kalapour                                                                                 | 25 nov 2006–28 jan 2007      |
| 2006 | 644       | Nordstjärnor. Georg Oddners porträtt av berömda svenskar                                                                           | 25 nov 2006–28 jan 2007      |
| 2007 | 650       | Blomsterspråk | 22 februari–27 maj           |
| 2007 | 651       | Förfärligt härligt | 26 apr 2007–24 feb 2008      |
| 2007 |           | Vildsvin och persikor | 4 apr 2007–6 jan 2008        |
| 2007 |           | Förvandlingskonst. Ovidius metamorfoser i konsten.                                                                                 | 24 maj 2007–26 jan 2008      |
| 2007 | 652       | Alexander Roslin | 27 sept 2007–13 jan 2008     |
| 2007 |           | Modärna kvinnor | 8 okt 2007–9 mars 2008       |
| 2007 |           | Utställning på Gripsholms slott: Barnporträtt från den Karolinska perioden.                                                        | 9 juni–15 september          |
| 2007 |           | Utställning på Läckö slott: Exklusiva jaktgevär från Sveriges storhetstid.                                                         | 9 juni–2 september           |
| 2008 | 653       | Henri de Toulouse-Lautrec | 21 februari–25 maj           |
| 2008 |           | To use Lutrec. Ett samarbete med Konstfack.                                                                                        | 21 februari–25 maj           |
| 2008 |           | Undersöka form | 27 mars–24 augusti           |
| 2008 | 654       | Tidens form | 24 april–19 oktober          |
| 2008 | 655       | Lura ögat | 25 september–11 januari 2009 |
| 2008 |           | Queer - begär makt och identitet                                                                                                   | 24 juni–10 augusti           |
| 2008 |           | Utställning på Läckö slott: Prakt och värdighet. Del i projekt för miljögestaltning.                                               |                              |
| 2008 |           | Utställning på Gripsholms slott: Prinsar och prinsessor, europeiska furstebarn under 1700-talet                                    | 31 maj–15 september          |
| 2009 | 659       | Hans Hammarskiöld Profiler | 15 januari–30 augusti        |
| 2009 | 657       | Prerafaeliterna | 26 februari–24 maj           |
| 2009 |           | Arbete pågår, museum i nytt ljus.                                                                                                  | 30 apr 2009–våren 2010       |
| 2009 |           | Sekelskiftespärlor - Nationalmuseums sommarutställning                                                                             | 23 juni–23 augusti           |
| 2009 |           | Linnerhielm, resenär i den svenska sommaren                                                                                        | 16 juni–20 september         |
| 2009 |           | Utställning på Läckö slott: Kungliga gåvor.                                                                                        | 6 juni–20 september          |
| 2009 |           | Utställning på Nynäs slott: Jaktsalong i neorokoko. Del av projekt för miljögestaltning. Se Nationalmuseums Bulletin no. 15 (2008) |                              |
| 2009 | 660       | Caspar David Friedrich – den besjälade naturen                                                                                     | 1 okt 2009–10 jan 2010       |
| 2009 | Onr.      | Åtta samtida kommentarer till Caspar David Friedrich                                                                               | 1 okt 2009–10 jan 2010       |
| 2010 |           | Caravaggio x2 | 21 januari–14 mars           |
| 2010 |           | Handgjort - teckningar från Nationalmuseum                                                                                         | 11 februari–16 maj           |
| 2010 | 662       | Rubens & Van Dyck | 25 februari–23 maj           |
| 2010 |           | Bernadotter i svart och vitt | 16 juni 2010–23 jan 2011     |
| 2010 |           | Hemma. Skandinaviska interiörer i konsten. Nationalmuseums sommarutställning                                                       | 16 juni–15 augusti           |
| 2010 |           | Utställning på Läckö slott: Kära figuriner.                                                                                        | 6 juni–22 augusti            |
| 2010 | 661       | Härskarkonst. Napoleon, Karl Johan, Alexander                                                                                      | 30 sept–23 jan 2011          |
| 2011 |           | Museum i nytt ljus: Skimrande silver                                                                                               | 27 januari–9 april           |
| 2011 | 662       | Lust & last | 24 mars–14 augusti           |
| 2011 | Onr.      | Gudar och gudinnor | 14 apr 2011–15 jan 2012      |
| 2011 | 664       | Peredvizjniki. Banbrytare i ryskt måleri                                                                                           | 29 sept 2011–22 jan 2012     |
| 2011 |           | Utställning på Läckö slott: Design Sigvard Bernadotte                                                                              | 11 juni–28 augusti           |
| 2011 |           | Utställning på Läckö slott: Barn av sin tid. Från vaggan till graven.                                                              | 12 juni–28 augusti           |
| 2011 |           | De fyra årstiderna. Nationalmuseums sommarutställning                                                                              | 21 juni 2011–27 maj 2012     |
| 2012 | 665       | Passioner - konst och känslor genom fem sekler                                                                                     | 8 mars–12 augusti            |
| 2012 |           | Drivet och överdrivet – om karikatyren i Sverige. Se katalog nt 665.                                                               | 8 mars–12 augusti            |
| 2012 | 666       | Slow Art | 10 maj 2012–3 feb 2013       |
| 2012 | 667       | Det moderna livet - franskt 1800-tal                                                                                               | 19 apr 2012–3 feb 2013       |
| 2012 | 668       | Stolthet och fördom. Kvinna och konstnär i Sverige och Frankrike 1750 - 1869                                                       | 27 sept 2012–20 jan 2013     |
| 2012 |           | Ljus och mörker. | 20 juni 2012–3 feb 2013      |
| 2013 | 669       | Carl Larsson – vänner & ovänner | 13 juni–3 november           |
| 2013 | 670       | Hans Gedda & Mörkrets mästare | 5 dec 2013–30 mars 2014      |
| 2014 |           | Crossing Borders. På Stockholm Arlanda Airport                                                                                     | 19 mars–3 augusti            |
| 2014 |           | Barockt. I samarbete med Kulturhuset Stadsteatern                                                                                  | 5 april–19 oktober           |
| 2014 |           | Nationalmuseum Konstakademien: Highlights                                                                                          | 15 maj–31 augusti            |
| 2014 |           | Slow Art. På Svenska institutet i Paris                                                                                            | 23 maj–19 september          |
| 2014 |           | Slow Art. På Länsmuseet Gävleborg                                                                                                  | 20 sept 2014–11 jan 2015     |
| 2014 |           | Från tsarer till folkkommissarier                                                                                                  | 2 okt 2014–11 jan 2015       |
| 2014 |           | Crossing Borders. På Malmö Airport                                                                                                 | 20 nov 2014–1 mars 2015      |
|      |           | |                              |

## 2015–idag
| År   | Katalognr | Utställningstitel | Utställningsperiod         |
| ---- | --------- | --- | -------------------------- |
| 2015 |           | Nationalmuseum Design: Subjektiviteter – utvald design                                                                 | 6 februari–22 mars         |
| 2015 |           | Nationalmuseum Konstakademien: Denise Grünstein – En face                                                              | 19 februari–3 maj          |
| 2015 |           | Slow Art. På Jönköpings läns museum                                                                                    | 14 februari –3 maj         |
| 2015 |           | Crossing Borders. På Göteborg Landvetter Airport                                                                       | 9 mars–1 juni              |
| 2015 |           | Nationalmuseum Design: Allt ska bort!                                                                                  | 17 april – 31 maj          |
| 2015 |           | Slow Art. På Ystads konstmuseum                                                                                        | 23 maj–19 september        |
| 2015 |           | Nationalmuseum Konstakademien: 100 fantastiska målningar                                                               | 28 maj–30 augusti          |
| 2015 |           | Utställning på Läckö slott: Kvinnliga pionjärer                                                                        | 13 juni–23 augusti         |
| 2015 |           | Nationalmuseum Design: Glass is Tomorrow                                                                               | 17 juni – 23 augusti       |
| 2015 |           | Crossing Borders. På Visby Airport                                                                                     | 26 juni–31 augusti         |
| 2015 |           | Det offentliga rummet                                                                                                  | 14 september – 31 december |
| 2015 |           | Nationalmuseum Design: Hemma i framtiden                                                                               | 18 september –15 november  |
| 2015 |           | Nationalmuseum Konstakademien: Rodin                                                                                   | 1 okt 2015 – 10 jan 2016   |
| 2015 |           | Crossing Borders. På Åre Östersund Airport                                                                             | 16 okt 2015–30 apr 2016    |
| 2015 |           | Nationalmuseum Design: Kvinnliga pionjärer                                                                             | 4 dec 2015–14 feb 2016     |
| 2015 |           | Nationalmuseum Design: Den Nya Kartan                                                                                  | 4 dec 2015–14 feb 2016     |
| 2016 |           | Nationalmuseum Konstakademien: Konstnären                                                                              | 11 februari–4 september    |
| 2016 |           | Nationalmuseum Design: Open Space – Mind Maps                                                                          | 11 mars –15 maj            |
| 2016 |           | Det offentliga rummet. På Norrköping Centralstation                                                                    | 2 juni–30 november         |
| 2016 |           | Nationalmuseum Design: Ingegerd Råman                                                                                  | 3 juni–14 augusti          |
| 2016 |           | Utställning på Läckö slott: Juvelerarkonst – preciösa ting från stormaktstid till samtid                               | 11 juni–28 augusti         |
| 2016 |           | Nationalmuseum Design: Förkroppsligat – pågående konsthantverk i gränslandet                                           | 2 sept 2016–15 jan 2017    |
| 2016 |           | En svensk i Paris under 1700-talet. På Musée du Louvre, Paris, Frankrike                                               | 20 okt 2016–16 jan 2017    |
| 2017 |           | Johanna Törnqvist. Project Precious Trash                                                                              | 8 februari–17 april 2017   |
| 2017 |           | Eero Aarnio | 8 feb–23 apr 2017          |
| 2017 |           | Treasures from the Nationalmuseum of Sweden: the Collections of Count Tessin. På The Morgan Library & Museum, New York | 3 feb–14 maj 2017          |
| 2017 |           | Raine Navin & Gunilla Skyttla. Konsten & Livet – ett fullskalelabb                                                     | 22 april–11 juni 2017      |

## Nationalmusei vandringsutställningar
| År   | Nr   | Utställningstitel |
| ---- | ---- | --- |
| 1921 | 14B  | Nationalmusei första vandringsutställning. Svensk konst från mitten av 1800-talet.                                                                               |
| 1923 | 15B  | Nationalmusei andra vandringsutställning. Svensk konst från 1700-talet.                                                                                          |
| 1925 | 17   | Nationalmusei tredje vandringsutställning. Svensk konst från tiden 1880–1900.                                                                                    |
| 1927 | 24   | Nationalmusei fjärde vandringsutställning. Svenska akvareller och lavyrer från tiden 1700–1925.                                                                  |
| 1928 | 27   | Nationalmusei femte vandringsutställning. Grafisk konst och svensk skulptur från 80-talet till våra dagar.                                                       |
| 1930 | 34   | Nationalmusei sjätte vandringsutställning. Carl Wilhelmson. Minnes-utställning.                                                                                  |
| 1932 | 37   | Nationalmusei nionde vandringsutställning. Målarkonst väsentligen från 1875–1900.                                                                                |
| 1933 | 40   | Nationalmusei sjunde vandringsutställning. Väsentligen nederländsk målarkonst från 1600-talet.                                                                   |
| 1933 | 41   | Nationalmusei åttonde vandringsutställning. Målarkonst väsentligen från tiden 1700–1850.                                                                         |
| 1936 | Onr. | Nutida svensk medaljkonst. Nationalmusei 11:e vandringsutställning.                                                                                              |
| 1938 | 61   | Nationalmusei 12:e vandringsutställning. Handledning i konsten att se på konst.                                                                                  |
| 1945 | 113  | Broderfolkens konst. Nationalmusei 13:e vandringsutställning. |
| 1946 | 122  | God konst i hem och samlingslokaler. Nationalmusei 14:e vandringsutställning.                                                                                    |
| 1949 | 153  | Strindberg som målare och modell. Nationalmusei 19:e vandringsutställning                                                                                        |
| 1949 | 155  | Från Karl Johans tid. Vägledning. Nationalmusei 17:e vandringsutställning.                                                                                       |
| 1949 | Onr. | Porträtt och karaktär. En fotografisk utställning. Gripsholm. Nationalmusei 18:e vandringsutställning.                                                           |
| 1949 | 160  | Carl Fredrik Hill 1849–1911, minnesutställning. Nationalmusei 21:a vandringsutställning.                                                                         |
| 1950 | 165  | Studier och skisser av svenska konstnärer. Nationalmusei 20:e vandringsutställning.                                                                              |
| 1950 | 179  | Karl IX-minnen. Nationalmusei 23:e vandringsutställning. |
| 1950 | 172  | Modern konst ur Esther Lindahls samling. Nationalmusei 22:a vandringsutställning.                                                                                |
| 1952 | 196  | Gustavianskt. Nationalmusei 25:e vandringsutställning. |
| 1953 | 209  | Tre resande tecknare. (Carl Johan Billmark, Egron Lundgren, Gustaf Wilhelm Palm). Nationalmusei 26:e vandringsutställning.                                       |
| 1954 | 216  | Jugend. Nationalmusei 27:e vandringsutställning. |
| 1955 | 224  | Nutida tysk grafik. Nationalmusei 28:e vandringsutställning. |
| 1956 | 232  | Barn. Tecknade och målade av svenska 1800-talskonstnärer. Nationalmusei 29:e vandringsutställning.                                                               |
| 1956 | 236  | Fest och vardag i 1600-talets Nederländerna. Nationalmusei 31:a vandringsutställning.                                                                            |
| 1957 | Onr. | Konstnären och hans konst. Nationalmusei 32:a vandringsutställning                                                                                               |
| 1957 | 242  | Vincent van Gogh. Akvareller, teckningar, oljestudier. Nationalmusei 33:e vandringsutställning.                                                                  |
| 1958 | 249  | Kina. Måleri, skulptur, konsthantverk. Nationalmusei vandringsutställning nr 34.                                                                                 |
| 1959 | 252  | Otte Sköld. Nationalmusei vandringsutställning nr 35. |
| 1960 | 259  | Kungliga amatörer. Från Erik till prinsessan Eugenie. Gripsholms slott. Nationalmusei vandringsutställning nr 37.                                                |
| 1960 | 260  | Berättande målare. Svenska düsseldorfare. Nationalmusei vandringsutställning nr 36.                                                                              |
| 1961 | Onr. | Svenska medeltida porträtt. Beskrivande kommentar av Margareta Cramér. En stilhistorisk översikt. Av Boo von Malmborg. Nationalmusei vandringsutställning nr 39. |
| 1962 | 268  | Moderna Museet visar ung svensk konst. Nationalmusei vandringsutställning nr 40.                                                                                 |
| 1963 | 272  | Reinhold von Rosen 1894–1961, minnesutställning. Nationalmusei vandringsutställning nr 41.                                                                       |
| 1963 | 278  | Pappas jobb. Barnteckningstävlan. Nationalmuseer vandringsutställning nr 43                                                                                      |
| 1963 | 279  | Unga tecknare 25 år. Nationalmusei vandringsutställning nr 42.                                                                                                   |
| 1963 | 283  | Grekisk och romersk antik. Nationalmusei vandringsutställning nr 44.                                                                                             |
| 1963 | 284  | Harriet Löwenhjelm 1887–1918. Nationalmusei vandringsutställning nr 45.                                                                                          |
| 1964 | 290  | Yngve Berg 1887–1963, minnesutställning. Nationalmusei vandringsutställning nr 48.                                                                               |
| 1965 | 292  | Svisch. Nationalmusei vandringsutställning nr 46. |
| 1966 | 303  | 100 år Nationalmuseum. Nationalmusei vandringsutställning nr 50.                                                                                                 |
| 1967 | 314  | Talande porträtt. Kända svenskar under 100 år. Nationalmusei vandringsutställning nr 51.                                                                         |
| 1968 | 318  | I verklighetens gränsland. Nationalmusei vandringsutställning 52.                                                                                                |
| 1968 | 326  | Rembrandt som grafiker. Nationalmusei vandringsutställning nr 53.                                                                                                |
| 1969 | 329a | Ivan Aguéli. Nationalmusei vandringsutställning nr 54. |
| 1970 | 343  | Mot okänt land. Nationalmusei vandringsutställning nr 56. |
| 1971 | 350  | Gycklet som samhällskritik. Hogarth, Daumier, Garvarni. Nationalmusei vandringsutställning nr 57.                                                                |
| 1971 | 354  | Helmer Osslund. Nationalmusei vandringsutställning nr 58. |
| 1971 | 354  | Helmer Osslund. Nationalmusei vandringsutställning nr 58. |
| 1972 | 358  | Dürer. Nationalmusei vandringsutställning nr 59. |
| 1972 |      | Ansikten. Ditt eget och andras. Nationalmusei vandringsutställning nr 60.                                                                                        |
| 1972 | 364  | Svenska illustratörer. Nationalmusei vandringutställning nr 61.                                                                                                  |
| 1973 | 370  | Svenskt miniatyrmåleri. Nationalmusei vandringsutställning nr 62.                                                                                                |
| 1973 | 374  | 10 x 10. 500 år europeisk keramik. Nationalmusei vandringsutställning nr 63.                                                                                     |
| 1974 | 377  | Jesu liv i konsten. Nationalmusei vandringsutställning nr 64. |
| 1974 | 383  | 10-talets måleri ur Moderna Museets samlingar. Nationalmusei vandringsutställning nr 66.                                                                         |
| 1975 | 392  | När förnuftet sover. Etsningar av Goya. Nationalmusei vandringsutställning nr 67.                                                                                |
| 1975 | 393  | Konst och mode. Nationalmusei vandringsutställning nr 68. |
| 1977 | 407  | Bokmålarens bildvärld. Handskriftsbilden under 700 år i faksimil. Nationalmusei vandringsutställning nr 70.                                                      |
| 1978 |      | Konstnären och hans verk. Nationalmusei vandringsutställning nr 72.                                                                                              |
| 1979 | 424  | Pehr Hilleström. Nationalmusei vandringsutställning nr 76. |
| 1979 | 425  | Bilden av barnet. Nationalmusei vandringsutställning nr 77. |
| 1980 | 431  | Sami gåvat – samerna i konsten. Nationalmusei vandringsutställning nr 78.                                                                                        |
| 1982 | 453  | Svenskt landskapsmåleri under 1800-talet. Nationalmusei vandringsutställning nr 81.                                                                              |
| 1982 | 454  | Tenn ur våra samlingar. Nationalmusei vandringsutställning nr 82.                                                                                                |
| 1982 | 456  | Stig Lindberg – formgivare. Nationalmusei vandringsutställning nr 83.                                                                                            |
| 1984 | 479  | Nittonhundratalets ”ismer”. Nationalmusei vandringsutställning nr 85.                                                                                            |
| 1984 | 483  | Myter. Nationalmusei vandringsutställning nr 84. |
| 1986 | 495  | 1880-tal. Nationalmusei vandringsutställning nr 88. |
| 1987 | 502  | Hemma i konsten. Nationalmusei vandringsutställning nr 90. |
| 1988 | 509  | Lennart Rodhe (teckningar). Nationalmusei vandringsutställning nr 91.                                                                                            |
| 1988 |      | Ernst Josephson - andeprotokollen från Bréhat 1888. Nationalmusei vandringsutställning nr 93.                                                                    |
| 1988 | 512  | Mariabilder. Nationalmusei vandringsutställning nr 92. |
| 1991 | 539  | I konstnärens ateljé. Nationalmusei vandringsutställning nr 96.                                                                                                  |
| 1994 |      | Liv Derkert. Nationalmusei vandringsutställning nr 105. |
| 1994 |      | Carl Larsson. The Painter of Swedish Life. Nationalmusei vandringsutställning.                                                                                   |
| 1994 | 578  | Taktilt – inte se men röra. Nationalmusei vandringsutställning nr 106.                                                                                           |
| 1995 |      | Romantik och realism. Nationalmusei vandringsutställning nr 99.                                                                                                  |
| 1995 | 589  | Klädd och oklädd. (Utställning 1996). Nationalmusei vandringsutställning nr 108.                                                                                 |
| 1996 | 592  | Sörby – i teori och praktik. Nationalmusei vandringsutställning nr 107.                                                                                          |
| 1996 | 594  | Främlingen – dröm eller hot. Nationalmusei vandringsutställning nr 109.                                                                                          |